# L'Hospitalet
Pour les articles homonymes, voir L'Hospitalet (homonymie).
L'Hospitalet est une commune française, située dans le département des Alpes-de-Haute-Provence en région Provence-Alpes-Côte d'Azur.
Le nom de ses habitants est Hospitaliens.

## Géographie

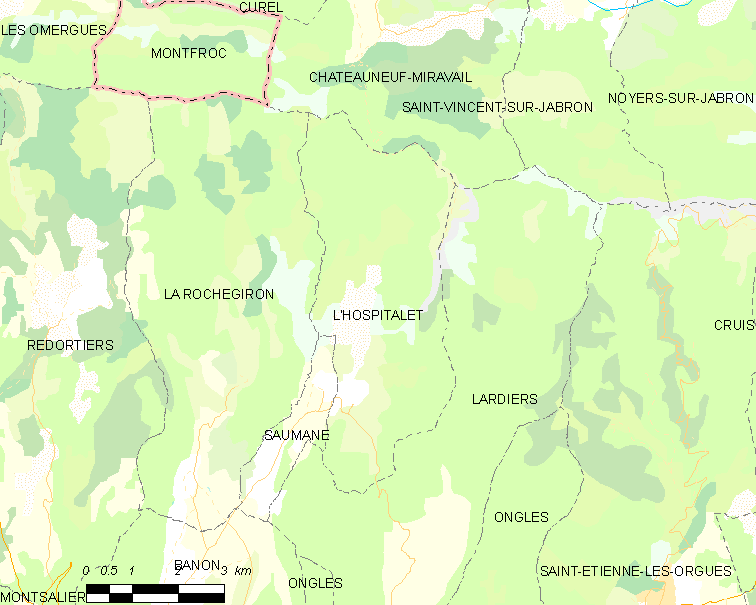
L'Hospitalet et les communes voisines (Cliquez sur la carte pour accéder à une grande carte avec la légende).

Les communes limitrophes sont Châteauneuf-Miravail, Lardiers, Saumane et La Rochegiron.
Le village est situé à 880 m d’altitude. Il est particulièrement exposé au mistral qui descend du plateau du Contrat[précision nécessaire].

### Relief
La commune se trouve au pied de la montagne de Sambuguet, qui fait partie de la montagne de Lure. Au nord de la commune, le col de Saint-Vincent est le passage de l'ancienne voie Forcalquier Saint-Vincent dans la vallée du Jabron (côté nord de la Montagne de Lure). Zone d'alpage, le plateau du Contrat, tranche avec les collines du sud couvertes de chênes et avec les dolines siliceuses de l'est et du sud-ouest colonisées par les châtaigniers.
- Le Narreteau (1 486 m)
- Col Saint-Vincent
- Col de Buire

### Hydrographie
L'Hospitalet est traversé par le ravin de la Combe crue, cours d'eau de 14,1 km.

### Environnement
La commune compte 980 ha de bois et forêts, soit la moitié de sa superficie.

### Climat
Pour des articles plus généraux, voir Climat de Provence-Alpes-Côte d'Azur et Climat des Alpes-de-Haute-Provence.
En 2010, le climat de la commune est de type climat méditerranéen altéré, selon une étude du Centre national de la recherche scientifique s'appuyant sur une série de données couvrant la période 1971-2000. En 2020, Météo-France publie une typologie des climats de la France métropolitaine dans laquelle la commune est exposée à un climat de montagne ou de marges de montagne et est dans une zone de transition entre les régions climatiques « Provence, Languedoc-Roussillon » et « Alpes du sud ».
Pour la période 1971-2000, la température annuelle moyenne est de 11 °C, avec une amplitude thermique annuelle de 17,1 °C. Le cumul annuel moyen de précipitations est de 977 mm, avec 6,9 jours de précipitations en janvier et 4,1 jours en juillet. Pour la période 1991-2020, la température moyenne annuelle observée sur la station météorologique de Météo-France la plus proche, « Saint-Christol », sur la commune de Saint-Christol à 18 km à vol d'oiseau, est de 10,0 °C et le cumul annuel moyen de précipitations est de 1 015,3 mm. 
La température maximale relevée sur cette station est de 39,3 °C, atteinte le 28 juin 2019 ; la température minimale est de −20,1 °C, atteinte le 19 février 1983,,.
Les paramètres climatiques de la commune ont été estimés pour le milieu du siècle (2041-2070) selon différents scénarios d'émission de gaz à effet de serre à partir des nouvelles projections climatiques de référence DRIAS-2020. Ils sont consultables sur un site dédié publié par Météo-France en novembre 2022.

### Risques majeurs
Aucune des 200 communes du département n'est en zone de risque sismique nul. Le canton de Banon auquel appartient L’Hospitalet est en zone 1b (sismicité faible) selon la classification déterministe de 1991, basée sur les séismes historiques, et en zone 3 (risque modéré) selon la classification probabiliste EC8 de 2011. La commune de L’Hospitalet est également exposée à trois autres risques naturels :
- feu de forêt ;
- inondation ;
- mouvement de terrain : quelques versants de la commune sont concernés par un aléa moyen à fort[16].

La commune de L’Hospitalet n’est exposée à aucun des risques d’origine technologique recensés par la préfecture. Aucun plan de prévention des risques naturels prévisibles (PPR) n’existe pour la commune et le Dicrim n’existe pas non plus.
La commune a été l’objet d’un arrêté de catastrophe naturelle, en 2003 pour des inondations et des coulées de boue. Le faible risque sismique est confirmé par la liste des tremblements de terre ressentis dans la commune : aucun des nombreux séismes de la région n’y a été ressenti.

### Transports
L'accès à L'Hospitalet se fait par la RD12, depuis Saumane ou Lardiers.

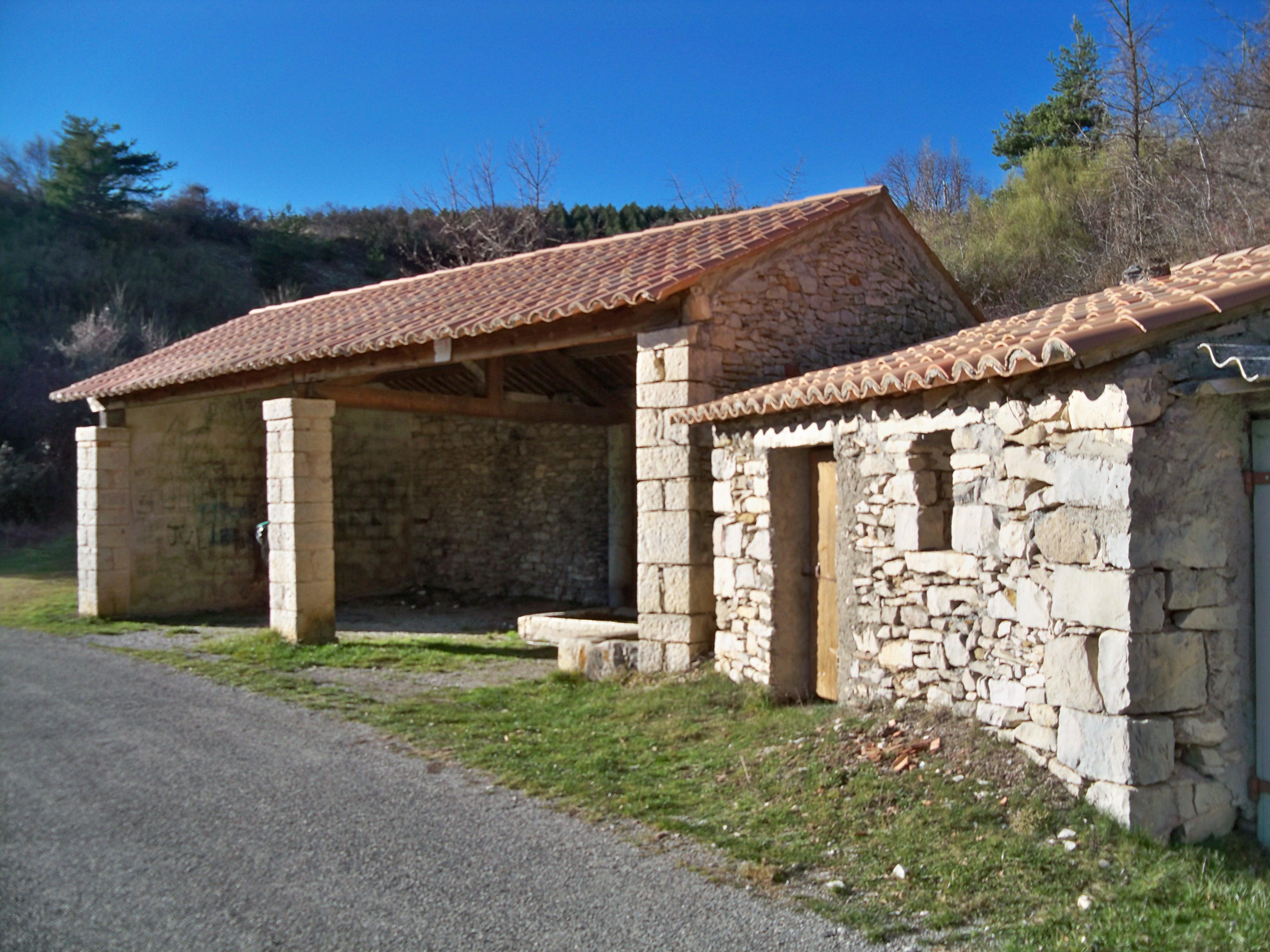
Lavoir au Champ de l'Amant.

### Lieux-dits et hameaux
Trois hameaux sont présents sur la commune :
- les Girons
- Champ de l'Amant
- les Anglars

### Toponymie
La localité apparaît pour la première fois dans les textes vers 1200 (Espitalum). Son nom, L'hospitalet, vient du provençal ospital / espital, « hôtel » au sens médiéval de maison de refuge pour les malades, les voyageurs et les déshérités, en référence à l’établissement des Chevaliers de l’Hôpital ou Hospitaliers,.

## Urbanisme

### Typologie
Au 1er janvier 2024, L'Hospitalet est catégorisée commune rurale à habitat dispersé, selon la nouvelle grille communale de densité à 7 niveaux définie par l'Insee en 2022.
Elle est située hors unité urbaine et hors attraction des villes,.

### Occupation des sols
L'occupation des sols de la commune, telle qu'elle ressort de la base de données européenne d’occupation biophysique des sols Corine Land Cover (CLC), est marquée par l'importance des forêts et milieux semi-naturels (90,1 % en 2018), en diminution par rapport à 1990 (91,4 %). La répartition détaillée en 2018 est la suivante : 
forêts (72,7 %), milieux à végétation arbustive et/ou herbacée (12,9 %), zones agricoles hétérogènes (9,9 %), espaces ouverts, sans ou avec peu de végétation (4,5 %).
L'évolution de l’occupation des sols de la commune et de ses infrastructures peut être observée sur les différentes représentations cartographiques du territoire : la carte de Cassini (XVIIIe siècle), la carte d'état-major (1820-1866) et les cartes ou photos aériennes de l'IGN pour la période actuelle (1950 à aujourd'hui).

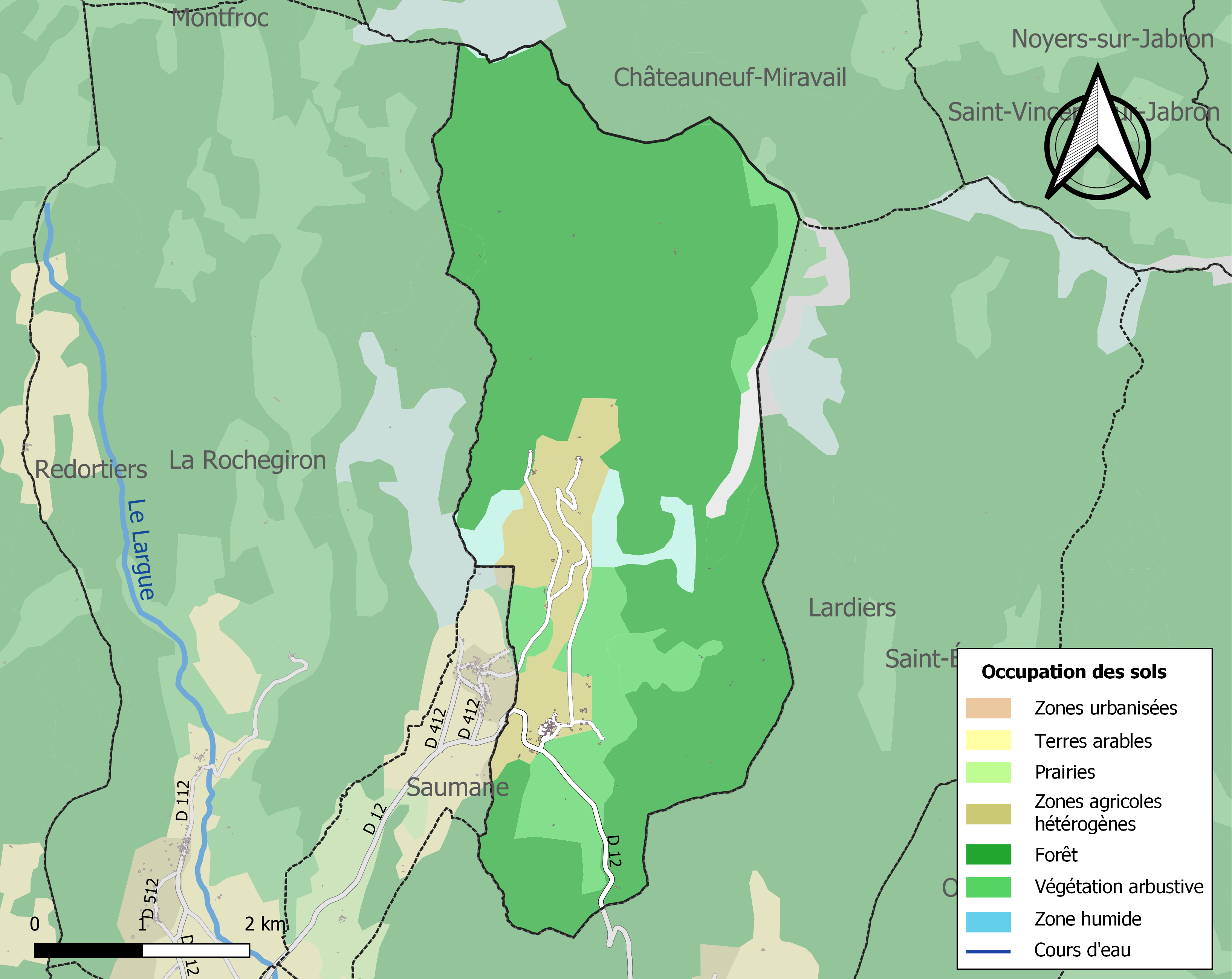
Carte de l'occupation des sols de la commune en 2018 (CLC).

## Histoire

### Antiquité
Le seul vestige d’époque gallo-romaine, retrouvé sur la commune, est une tête de mule en bronze . Dans l’Antiquité, les Sogiontiques (Sogiontii) peuplent la montagne de Lure, en étant fédérés aux Voconces. Après la Conquête, ils sont rattachés avec eux à la province romaine de Narbonnaise. Au IIe siècle, ce peuple est détaché des Voconces et forme une civitas distincte, avec pour capitale Segustero (Sisteron).

### Moyen Âge

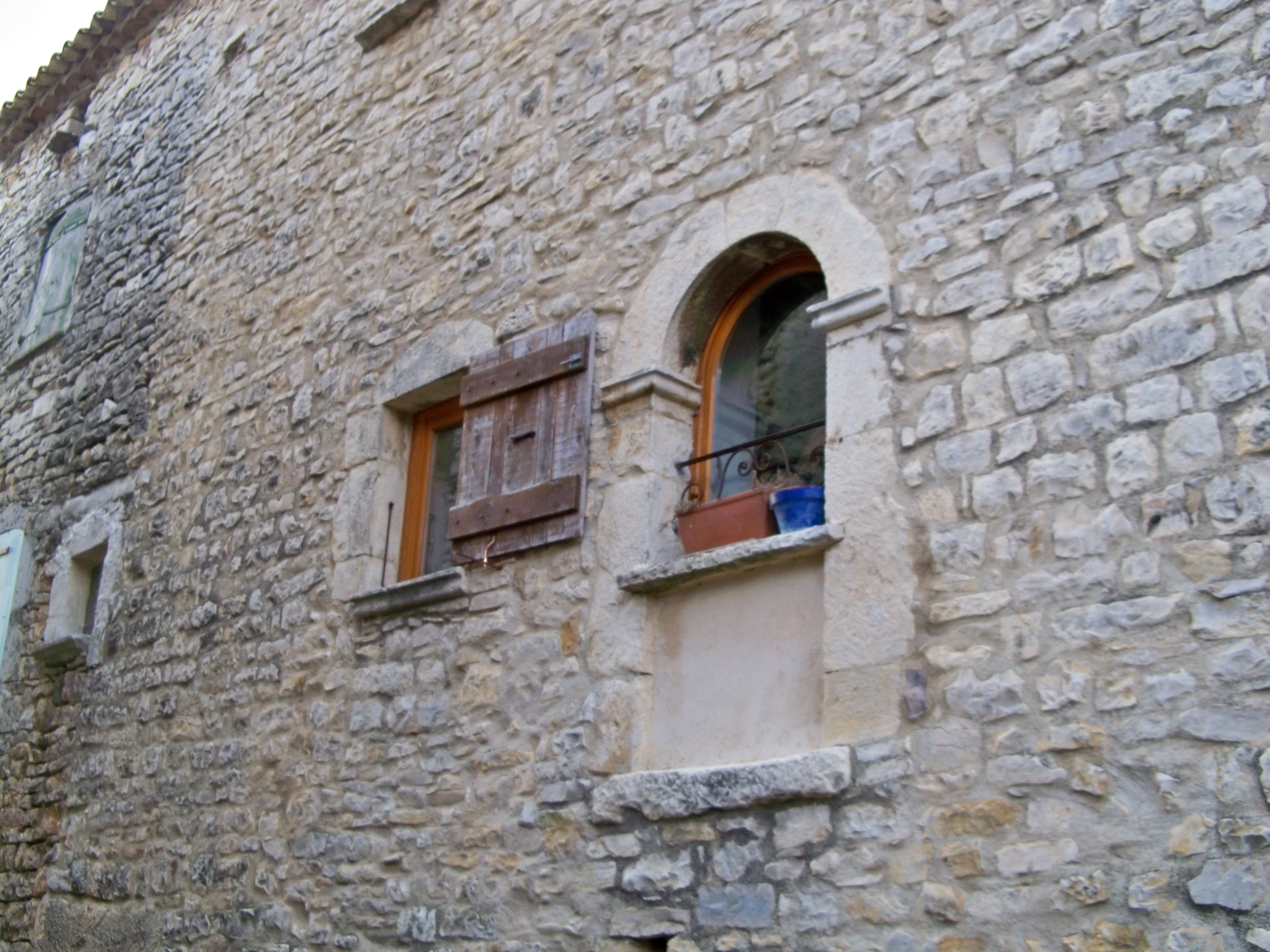
Fenêtre surmontée d'un arc en plein-cintre.

Le village existait avant le XIIe siècle, sous le nom de Girone, lorsqu’il fut donné aux Hospitaliers.
L’hospitalet qui donne son nom au village a été fondé par les hospitaliers de l'ordre de Saint-Jean de Jérusalem à partir de la fin du XIIe siècle ,. Deux dates ont été avancées, la première est celle de 1160, la seconde, celle de 1250. Cependant, la possession du prieuré leur étant confirmé dès le début du XIIe siècle, on peut avancer la date de donation du village au Hospitaliers. Et ce furent les Hospitaliers de Manosque qui sont à l’origine de la construction d’un castrum de Hospitalarii.
Espitaletum était donc le siège d'un prieuré des chevaliers de Saint-Jean qui ouvrirent une ladrerie (léproserie) à Lardiers. Les Simiane en furent les seigneurs à partir du XIIIe siècle avaient rattaché ce fief à Saumane. La communauté relevait de la viguerie de Forcalquier. À la fin du XVe siècle, il ne restait plus que 2 feux, soit peut-être 9 habitants dans le village.

### Période moderne
Les habitants achetèrent leur autonomie. Durant la Révolution, la commune compte une société patriotique, créée après la fin de 1792.
Dès la moitié du XIXe siècle, la commune, qui compte encore 225 habitants, commence petit à petit à se dépeupler.

### Période contemporaine

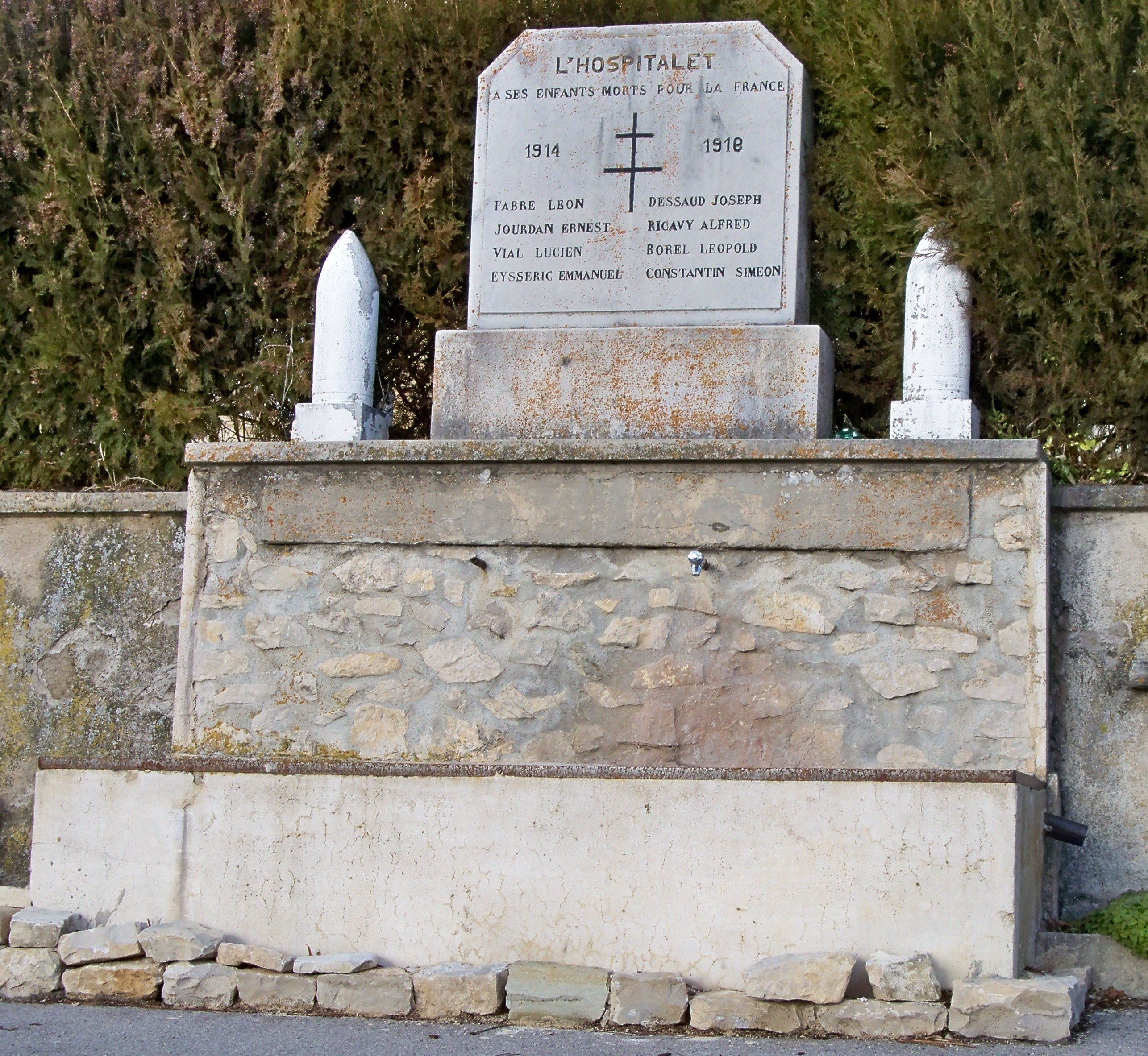
Monument aux morts.

Le coup d'État du 2 décembre 1851 commis par Louis-Napoléon Bonaparte contre la Deuxième République provoque un soulèvement armé dans les Basses-Alpes, en défense de la Constitution. Après l’échec de l’insurrection, une sévère répression poursuit ceux qui se sont levés pour défendre la République : 3 habitants de L’Hospitalet sont traduits devant la commission mixte.
Comme de nombreuses communes du département, L’Hospitalet se dote d’une école bien avant les lois Jules Ferry : en 1863, elle en possède déjà une qui dispense une instruction primaire aux garçons, au chef-lieu. Aucune instruction n’est donnée aux filles : ni la loi Falloux (1851), qui impose l’ouverture d’une école de filles aux communes de plus de 800 habitants, ni la première loi Duruy (1867), qui abaisse ce seuil à 500 habitants, ne concernent L’Hospitalet. Si la commune profite des subventions de la deuxième loi Duruy (1877) pour rénover son école, ce n’est qu’avec les lois Ferry que les filles de L’Hospitalet sont régulièrement scolarisées.
Huit habitants de L’Hospitalet meurent dans les combats de la Première Guerre mondiale. Ce qui va précipiter l'exode rural.
Durant la Seconde Guerre mondiale, René Char, dit capitaine Alexandre, commande la section atterrissage parachutage de la zone Durance. Certains parachutages étaient à haut risque comme celui qui eut lieu dans la nuit de 27 au 28 décembre 1943. La dispersion des quatorze parachutes entre Banon et l'Hospitalet n'était pas prévue et parue suspecte. Un seul container put être récupéré par un maquisard de l'Hospitalet. Il contenait 71 mitraillettes Stern, 9 000 cartouches, 231 grenades et 200 kilos d'explosifs. Le SAP ne tarda pas à être informé que ce sabotage était à mettre au compte des gendarmes locaux qui avaient déplacé les repères de largage après les révélations faites par un réfugié lorrain de soixante-quatre ans. Sur ordre de René Char, le délateur fut fusillé trois semaines plus tard devant l'église Saint-Jean-Baptiste de l'Hospitalet.
Jusqu’au milieu du XXe siècle, la vigne était cultivée à L’Hospitalet. Le vin produit, de qualité médiocre, était destiné à l’autoconsommation. Cette culture est aujourd’hui abandonnée. De la même façon, l’olivier, cultivé sur de petites surfaces au XIXe siècle, en limite altitudinale, a aujourd’hui disparu.
Pour parfaire les installations militaires du plateau d'Albion, le haut-commandement de la force stratégique de frappe avait décidé, au cours des années 1960, d'installer un de ses postes de commandement des tirs dans la montagne. Les restrictions budgétaires empêchèrent cette réalisation. Il ne reste actuellement qu'un trou béant avec une piste sur le versant ouest de la Gardette.
L'Hospitalet est particulièrement apprécié des gens venus de l'Europe du Nord, Patrick Ollivier Elliott le décrit comme un village petit mais coquet : « Voyez ses plaques émaillées comme à Paris : rue de l'Église, place des Écoliers, rue du Nène, rue du Doua, ses maisons montées selon le même appareillage que les bergeries de la montagne, son église et, à côté, la tour ronde qui fut un moulin. ». 

### Héraldique
| Blason de Hospitalet (L') | Blason  | De sinople à un pal d’or, coupé d’or à une guivre de sinople. |
| Blason de Hospitalet (L') | Détails | Le statut officiel du blason reste à déterminer.              |

## Politique et administration

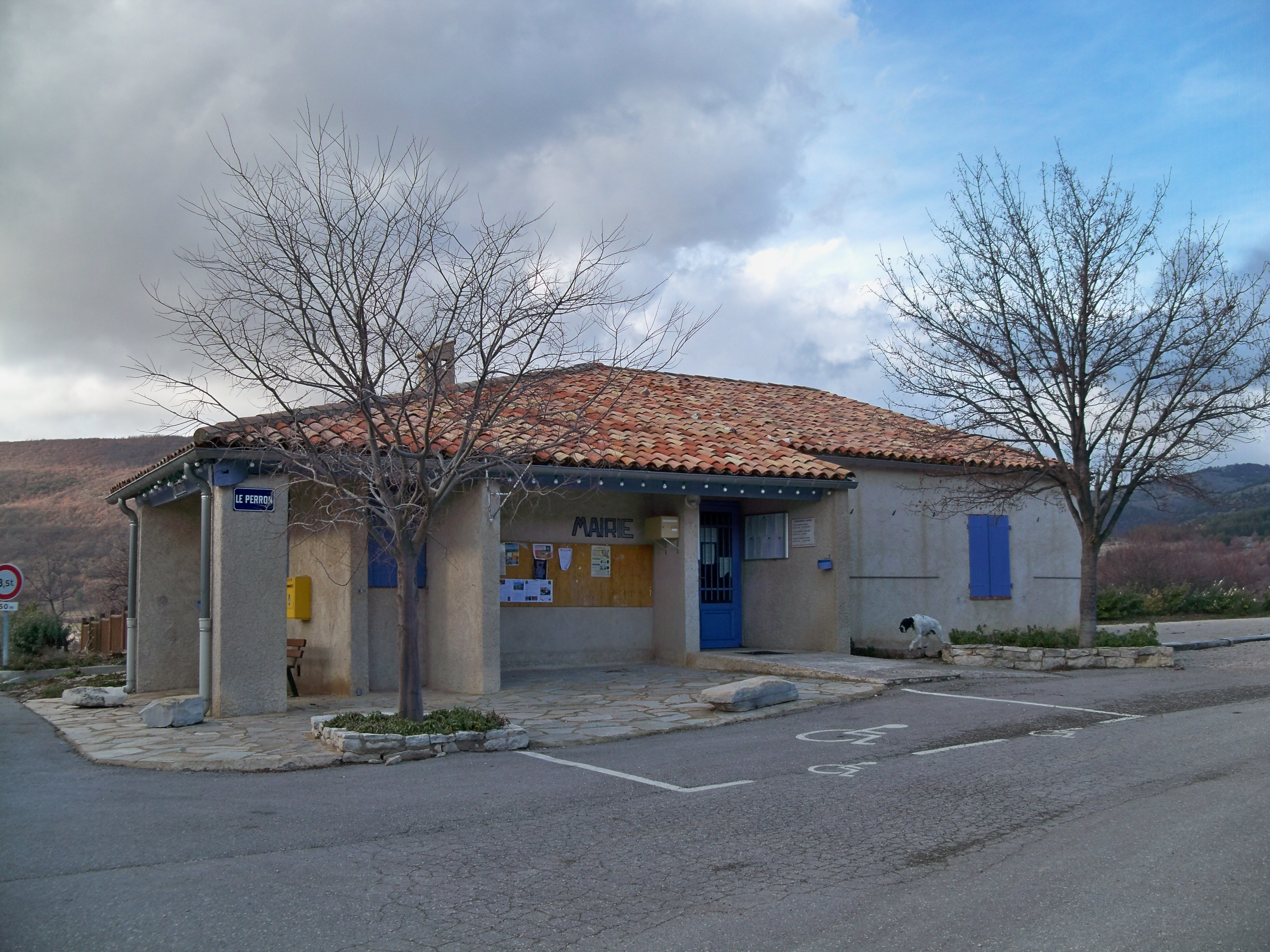
Mairie de L'Hospitalet.

| Période                                  | Période                       | Identité           | Étiquette | Qualité              |
| ---------------------------------------- | ----------------------------- | ------------------ | --------- | -------------------- |
| Les données manquantes sont à compléter. |                               |                    |           |                      |
| 1900                                     | 1917                          | Firmin Joseph      |           |                      |
| 1917                                     | 1931                          | Félicien Vial      |           |                      |
| 1931                                     | 1945                          | Gaston Joseph      |           |                      |
| 1945                                     | 1947                          | Henri Vidal        |           |                      |
| 1947                                     | 1965                          | André Vial         |           |                      |
| 1965                                     | 1984                          | André Joseph       |           |                      |
| 1984                                     | 1990                          | André Fleutot      |           |                      |
| 1990                                     | 2002                          | Jean-Pierre Calcia |           |                      |
| 2002                                     | 2014                          | Yves Lovera        |           |                      |
| 2014                                     | 2020                          | Marcel Istria      |           | Retraité             |
| mai 2020                                 | En cours (au 21 octobre 2014) | Nicolas Lapaille   |           | Agriculteur-Fromager |

### Intercommunalité
L'Hospitalet a fait partie, de 2006 à 2016, de la communauté de communes du Pays de Banon ; depuis le 1er janvier 2017, elle est membre de la communauté de communes Haute-Provence Pays de Banon.

### Budget et fiscalité
| Taxe                                        | Part communale | Part intercommunale | Part départementale | Part régionale |
| ------------------------------------------- | -------------- | ------------------- | ------------------- | -------------- |
| Taxe d'habitation                           | 5,34 %         | 0,55 %              | 5,53 %              | 0,00 %         |
| Taxe foncière sur les propriétés bâties     | 10,60 %        | 1,32 %              | 14,49 %             | 2,36 %         |
| Taxe foncière sur les propriétés non bâties | 56,43 %        | 4,18 %              | 47,16 %             | 8,85 %         |
| Taxe professionnelle                        | 13,48 %        | 0,94 %              | 10,80 %             | 3,84 %         |

La taxe professionnelle est remplacée en 2010 par la cotisation foncière des entreprises portant sur la valeur locative des biens immobiliers et par la contribution sur la valeur ajoutée des entreprises (les deux formant la contribution économique territoriale qui est un impôt local instauré par la loi de finances pour 2010).

## Démographie
En 2022, L’Hospitalet comptait 96 habitants. À partir du XXIe siècle, les recensements réels des communes de moins de 10 000 habitants ont lieu tous les cinq ans (2007, 2012, 2017, etc. pour L’Hospitalet). Depuis 2004, les autres chiffres sont des estimations.
| 1765 | 1793 | 1800 | 1806 | 1821 | 1831 | 1836 | 1841 | 1846 |
| ---- | ---- | ---- | ---- | ---- | ---- | ---- | ---- | ---- |
| 181  | 227  | 230  | 337  | 261  | 269  | 238  | 262  | 231  |

| 1851 | 1856 | 1861 | 1866 | 1872 | 1876 | 1881 | 1886 | 1891 |
| ---- | ---- | ---- | ---- | ---- | ---- | ---- | ---- | ---- |
| 223  | 195  | 196  | 180  | 147  | 144  | 161  | 163  | 154  |

| 1896 | 1901 | 1906 | 1911 | 1921 | 1926 | 1931 | 1936 | 1946 |
| ---- | ---- | ---- | ---- | ---- | ---- | ---- | ---- | ---- |
| 149  | 132  | 134  | 126  | 117  | 107  | 86   | 74   | 66   |

| 1954 | 1962 | 1968 | 1975 | 1982 | 1990 | 1999 | 2006 | 2007 |
| ---- | ---- | ---- | ---- | ---- | ---- | ---- | ---- | ---- |
| 57   | 32   | 49   | 33   | 52   | 58   | 78   | 88   | 89   |

| 2012 | 2017 | 2022 | - | - | - | - | - | - |
| ---- | ---- | ---- | - | - | - | - | - | - |
| 89   | 90   | 96   | - | - | - | - | - | - |

| 1471   |
| ------ |
| 2 feux |

L’histoire démographique de L’Hospitalet, après la saignée des XIVe et XVe siècles et le long mouvement de croissance jusqu’au début du XIXe siècle, est marquée par une période d’« étale » où la population reste relativement stable à un niveau élevé. Cette période dure de 1806 à 1846. L’exode rural provoque ensuite un mouvement de recul démographique rapide et de longue durée. En 1901, la commune a perdu plus de la moitié de sa population par rapport au maximum historique de 1831 (1806 est écarté). Le mouvement de baisse ne s'interrompt définitivement que dans les années 1970. Depuis, la population a repris sa croissance.

## Économie

### Aperçu général
En 2009, la population active s’élevait à 40 personnes, dont 8 chômeurs. Ces travailleurs sont majoritairement salariés (22 sur 33) et travaillent majoritairement hors de la commune (18 actifs sur 33).

### Agriculture

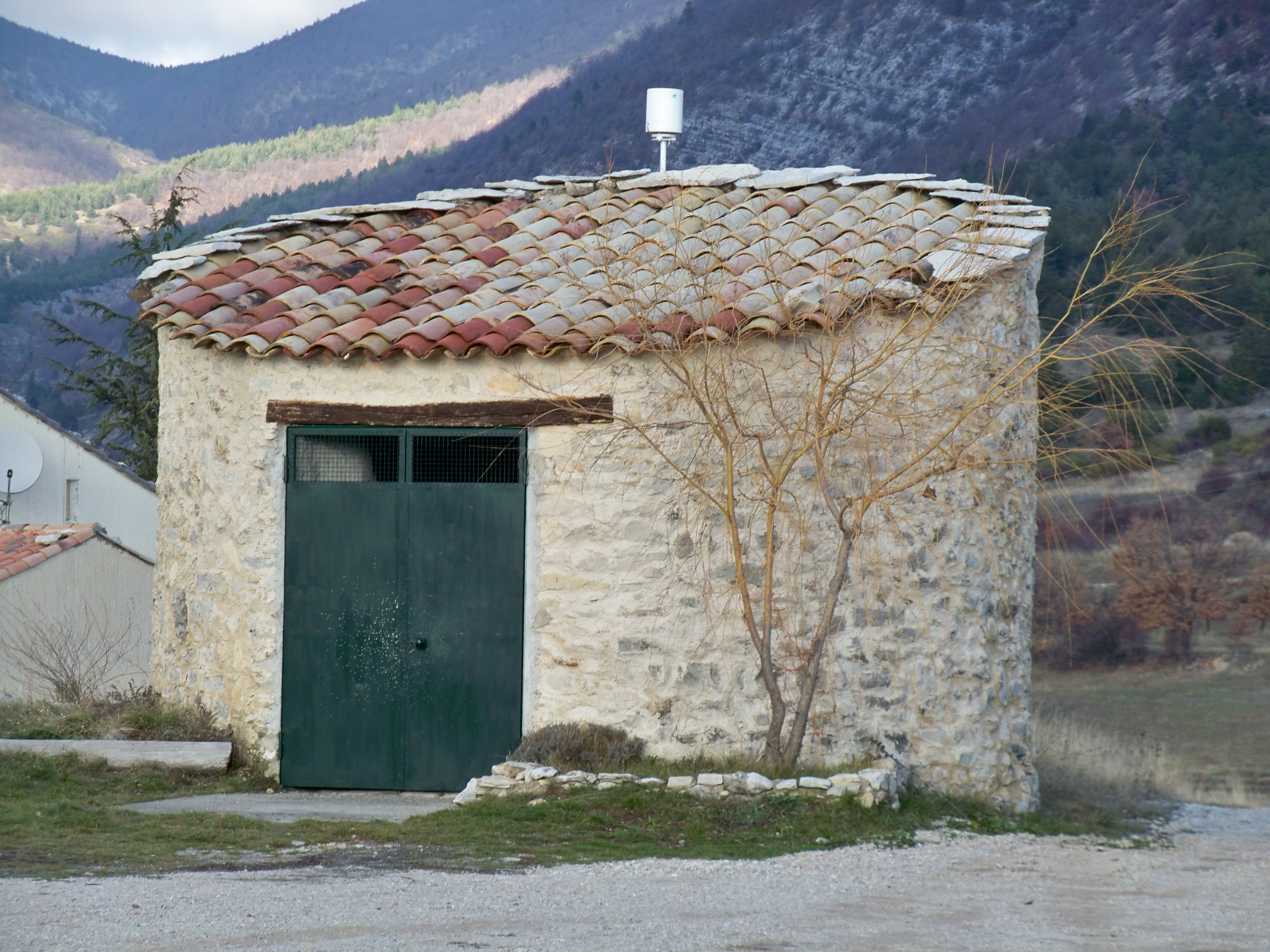
Vestiges moulin à céréales sur l'aire à battre.

Fin 2010, le secteur primaire (agriculture, sylviculture, pêche) comptait trois établissements actifs au sens de l’Insee (exploitants non-professionnels inclus) et aucun emploi salarié.
Le nombre d’exploitations professionnelles, selon l’enquête Agreste du ministère de l’Agriculture, était trop faible et couvert par le secret statistique. Il était de quatre en 2000, de trois en 1988. De 1988 à 2000, la surface agricole utile (SAU) a fortement baissé, de 220 ha à 43 ha.
Les agriculteurs de la commune de L’Hospitalet ont droit à quatre labels appellation d'origine contrôlée (AOC) (huile essentielle de lavande de Haute-Provence, banon, huile d'olive de Provence et huile d'olive de Haute-Provence) et à vingt labels indication géographique protégée (IGP) dont le petit épeautre et sa farine, le miel de Provence, l’agneau de Sisteron, et les volailles de la Drôme.
Parmi les IGP, quinze concernent les vins alpes-de-haute-provence (IGP) blanc, rouge et rosé et VDP de Méditerranée mousseux ou primeur blanc, rouge et rosé, qui ne sont pas utilisées, la vigne n’étant pas cultivée pour une production commerciale dans la commune. De la même façon, on ne produit pas d’huile d’olive à L’Hospitalet.

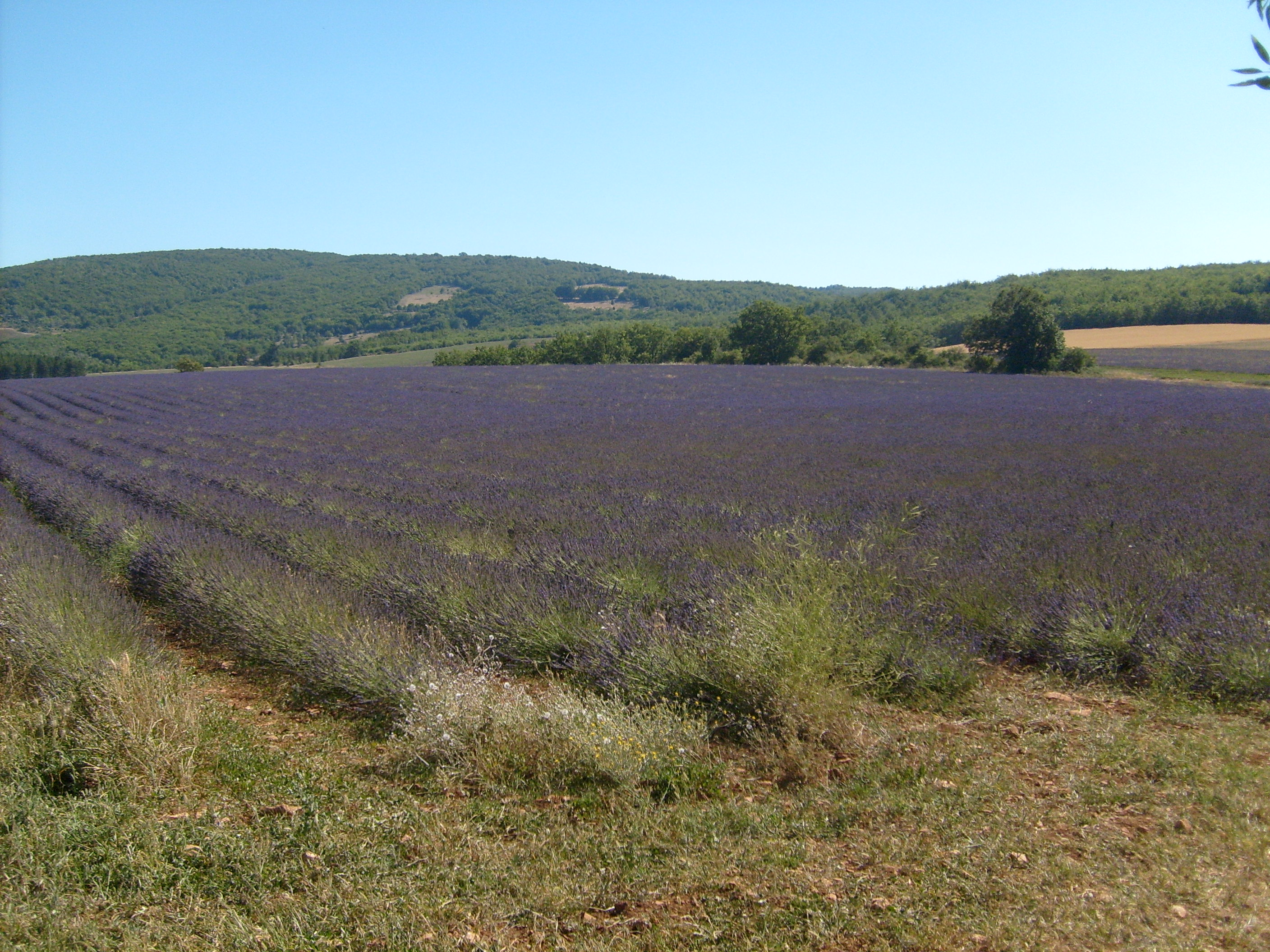
Champ de lavande sur le plateau d'Albion.
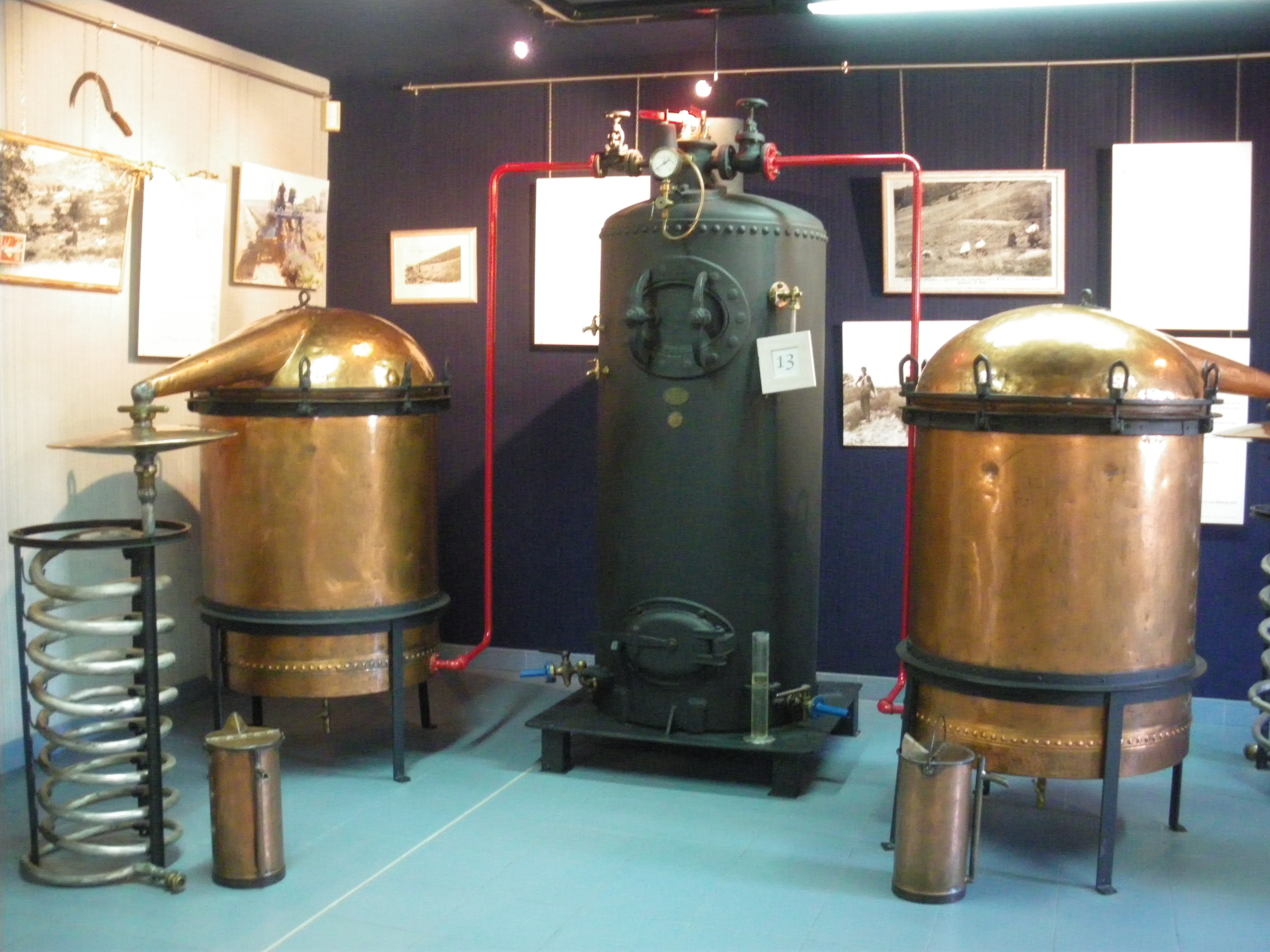
Alambics pour distiller la lavande.
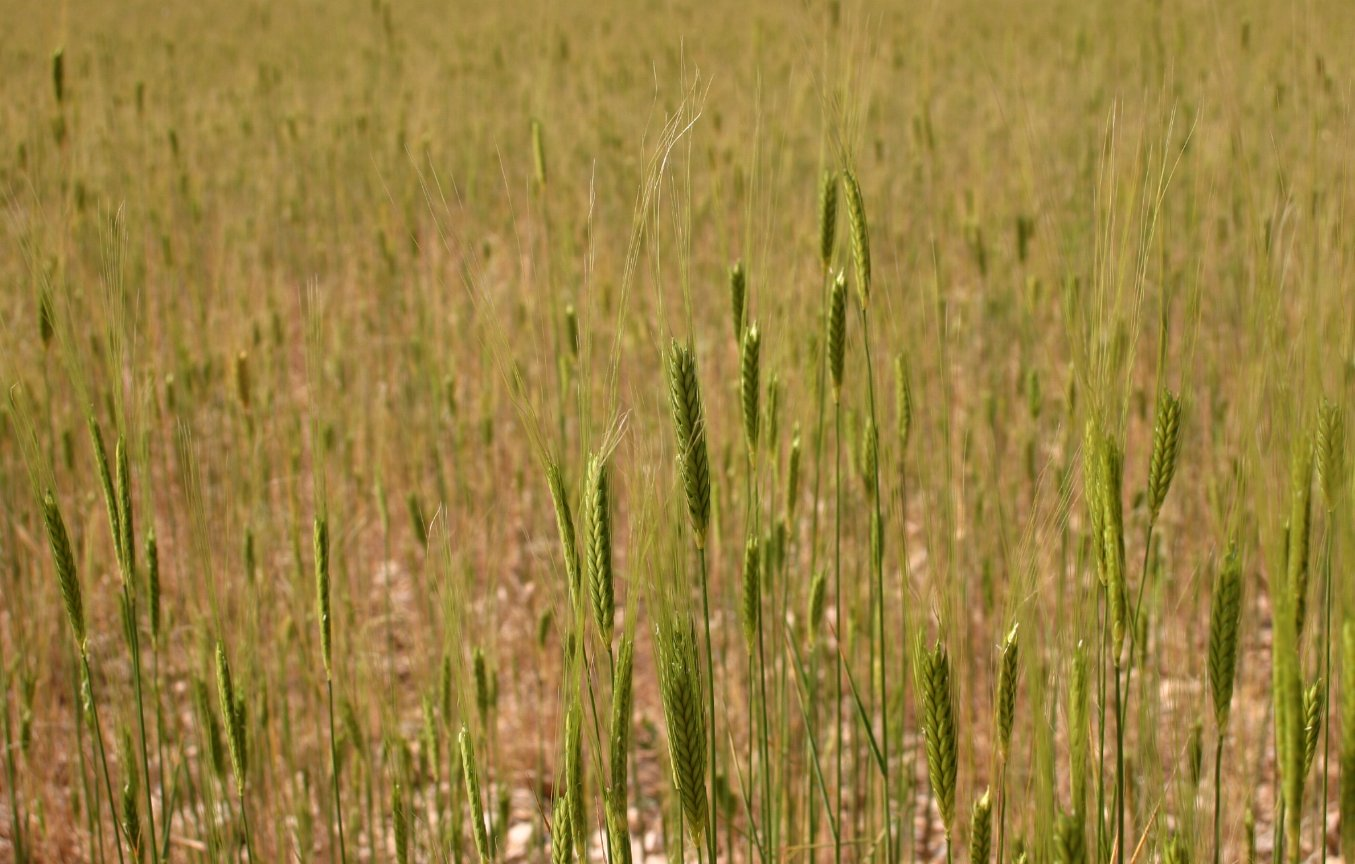
Petit épeautre.
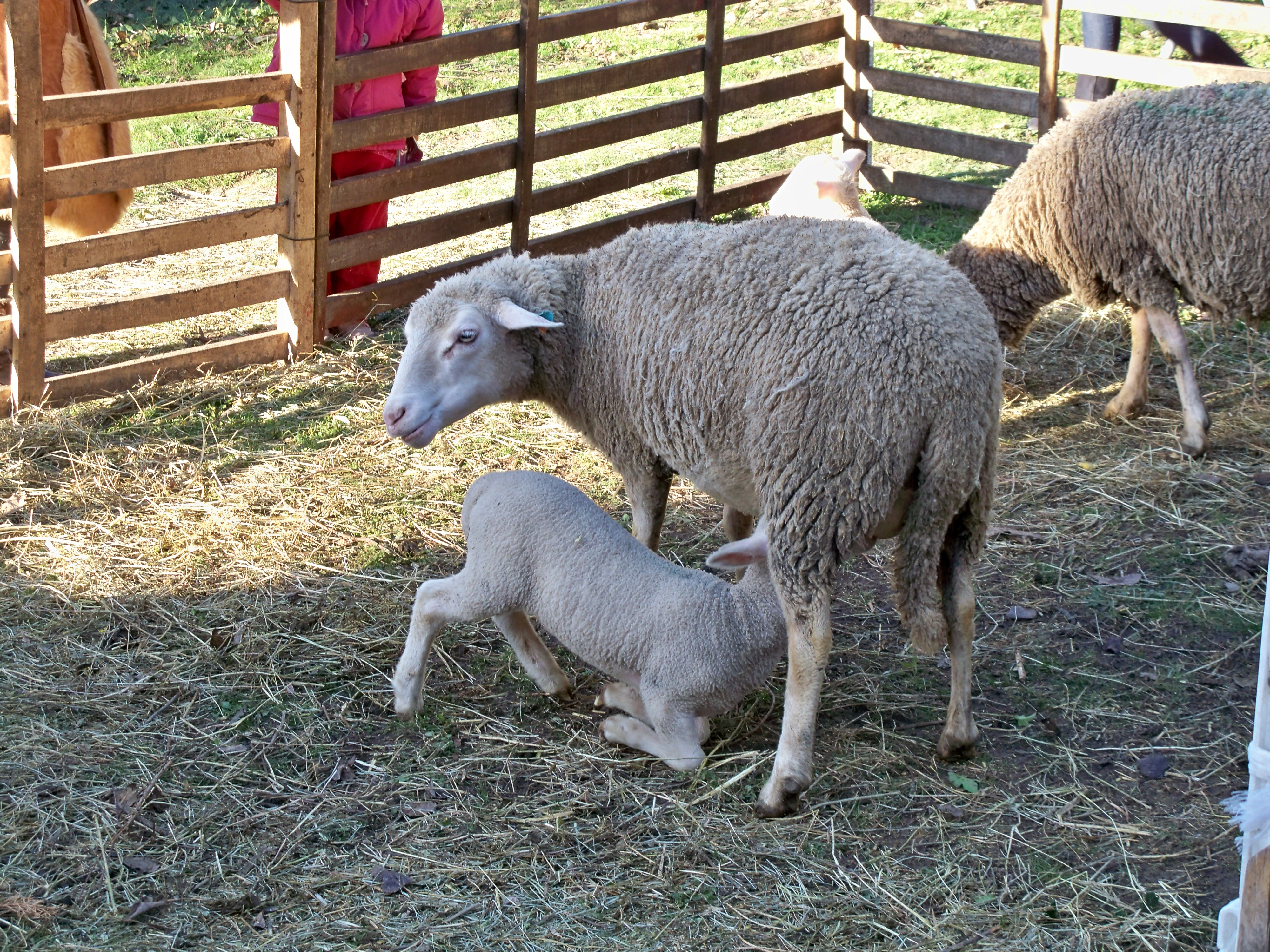
Agneau de Sisteron élevé sous sa mère.
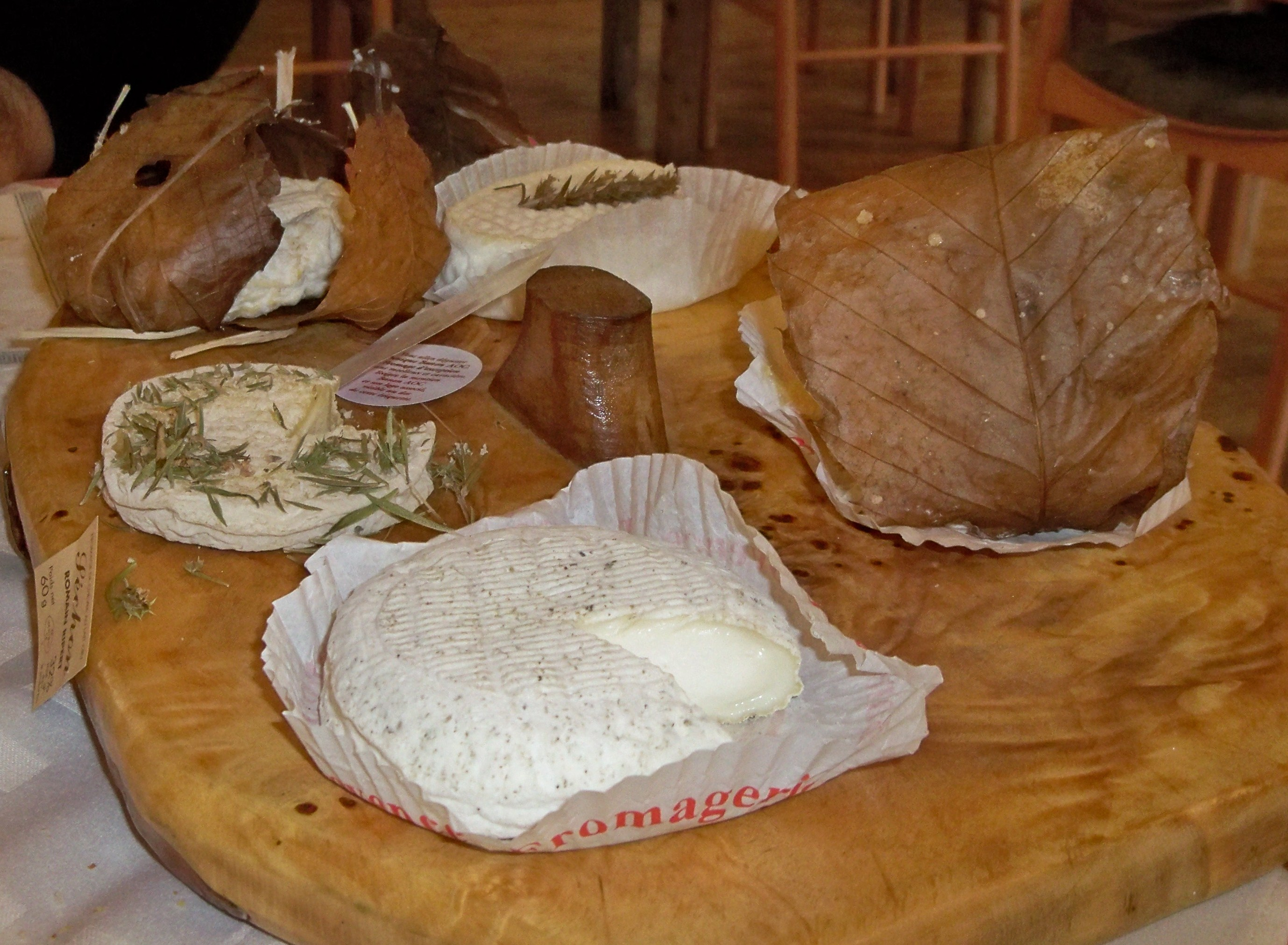
Plateau d'AOC banon dans un restaurant de Revest-du-Bion.

### Industrie
Fin 2010, le secteur secondaire (industrie et construction) comptait deux établissements, n’employant aucun salarié.

### Activités de service
Fin 2010, le secteur tertiaire (commerces, services) comptait sept établissements, auxquels s’ajoutent les deux établissements du secteur administratif (regroupé avec le secteur sanitaire et social et l’enseignement), salariant les deux salariés de la commune.
D'après l’Observatoire départemental du tourisme, la fonction touristique est moyenne pour la commune, avec plus entre un et cinq touristes accueillis par habitant. Les capacités d’hébergement de L’Hospitalet sont essentiellement représentées par des meublés labellisés, des gîtes et des chambres d'hôtes, soit dans le village, soit plus à l'écart dans l'ancien hameau du Champ de l'Amant.
Les résidences secondaires apportent un petit complément à la capacité d’accueil : au nombre de 31, elles représentent près de 40 % des logements,.

## Lieux et monuments
Le hameau de Girons, encore peuplé au milieu du XIXe siècle, était en ruines, mais a été reconstruit. Il était doté d’une chapelle Saint-Michel, ancienne église paroissiale jusqu’au XIIIe siècle, et de trois fontaines (aujourd'hui disparues). L'ancien hameau du Champ de l'Amant, aujourd'hui devenu un lieu-dit, a conservé son lavoir toujours alimenté en eau.

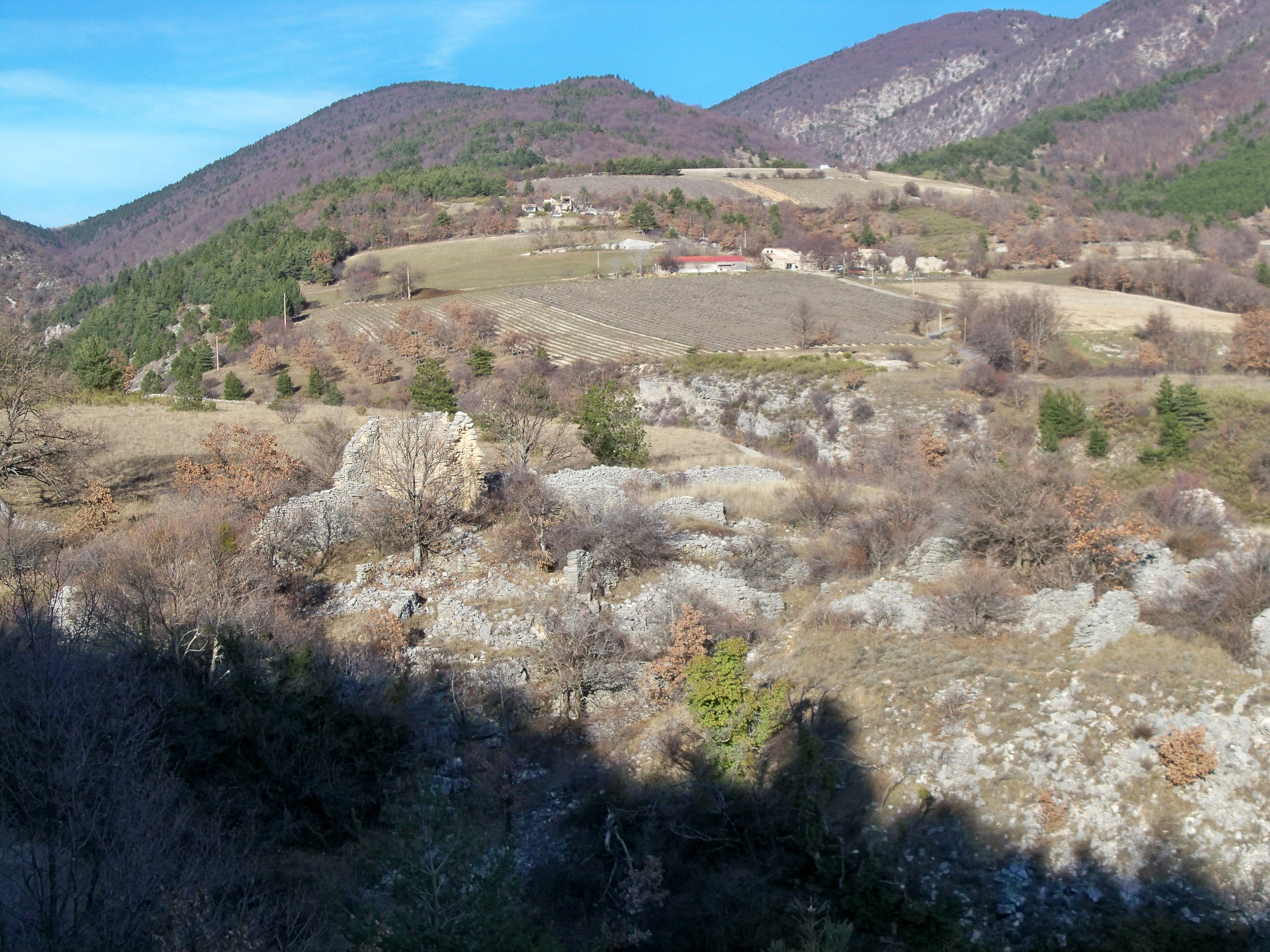
Ruines de Girons.
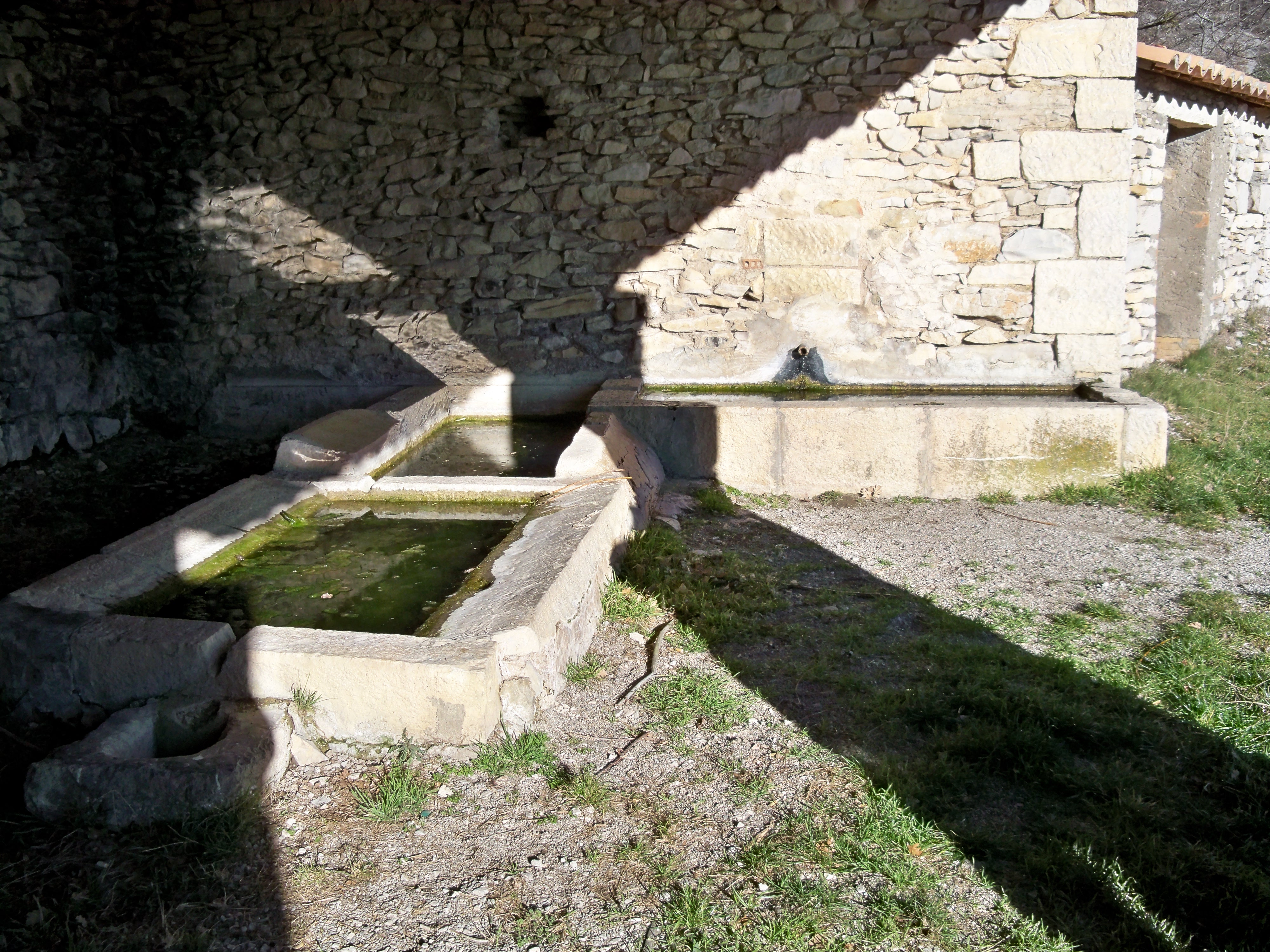
Le lavoir du Champ de l'Amant.
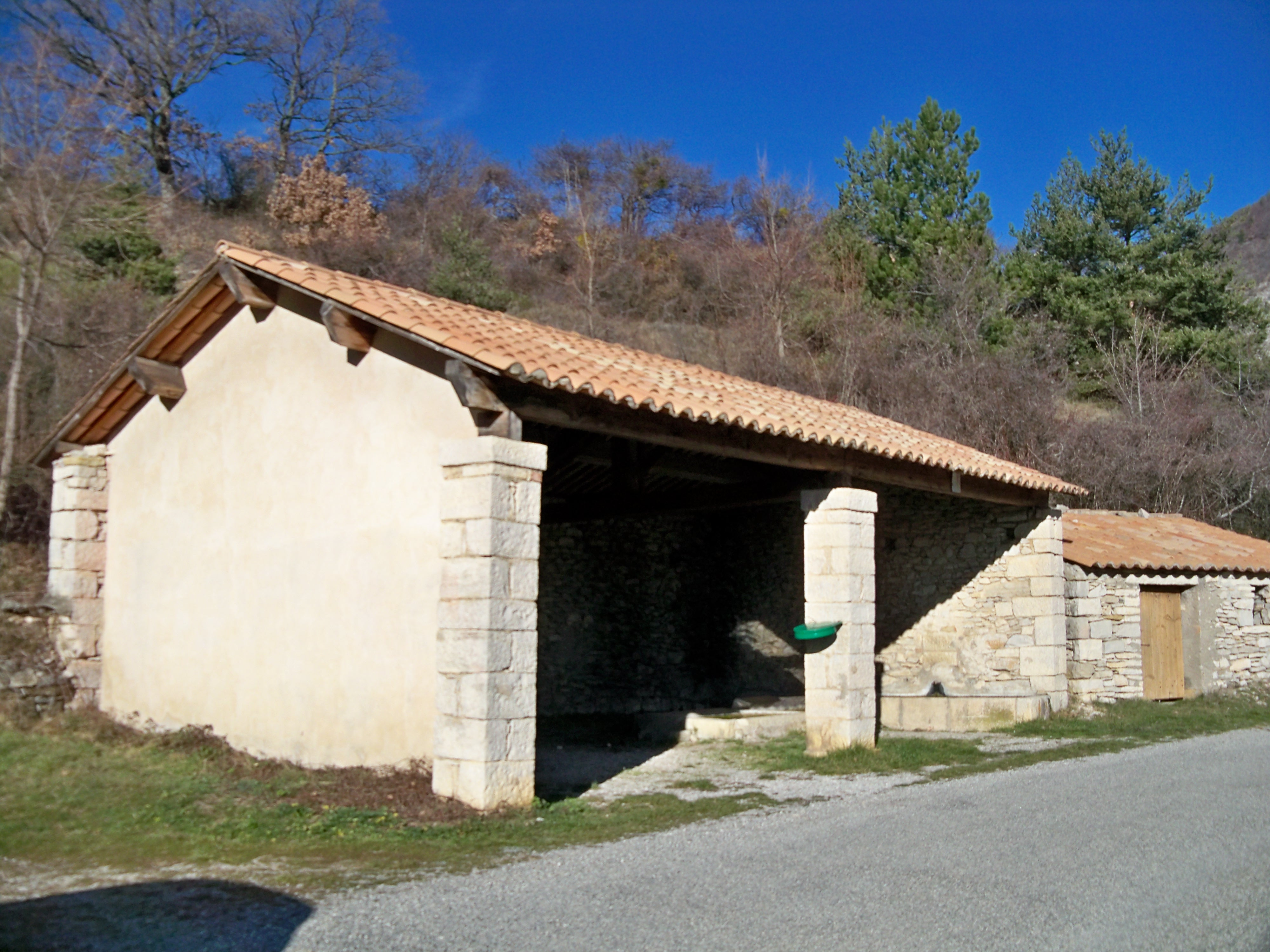
Bâtiment abritant le lavoir.

L'église paroissiale Saint-Jean-Baptiste, est essentiellement du XIIIe siècle, avec des restaurations en 1865,. Elle possède quelques parties qui ont pu être datées du XIIe siècle et qui sont les seuls vestiges du premier prieuré construit par les Hospitaliers. L'abside, en cul-de-four est éclairée par de petites baies. Le chevet est plat et la nef, percée d'archères, ne compte qu'une travée. Le chœur est accosté, au nord, d’une chapelle. Le clocher-tour date du XVIIe siècle selon Raymond Collier , de 1865 selon Daniel Thiery.

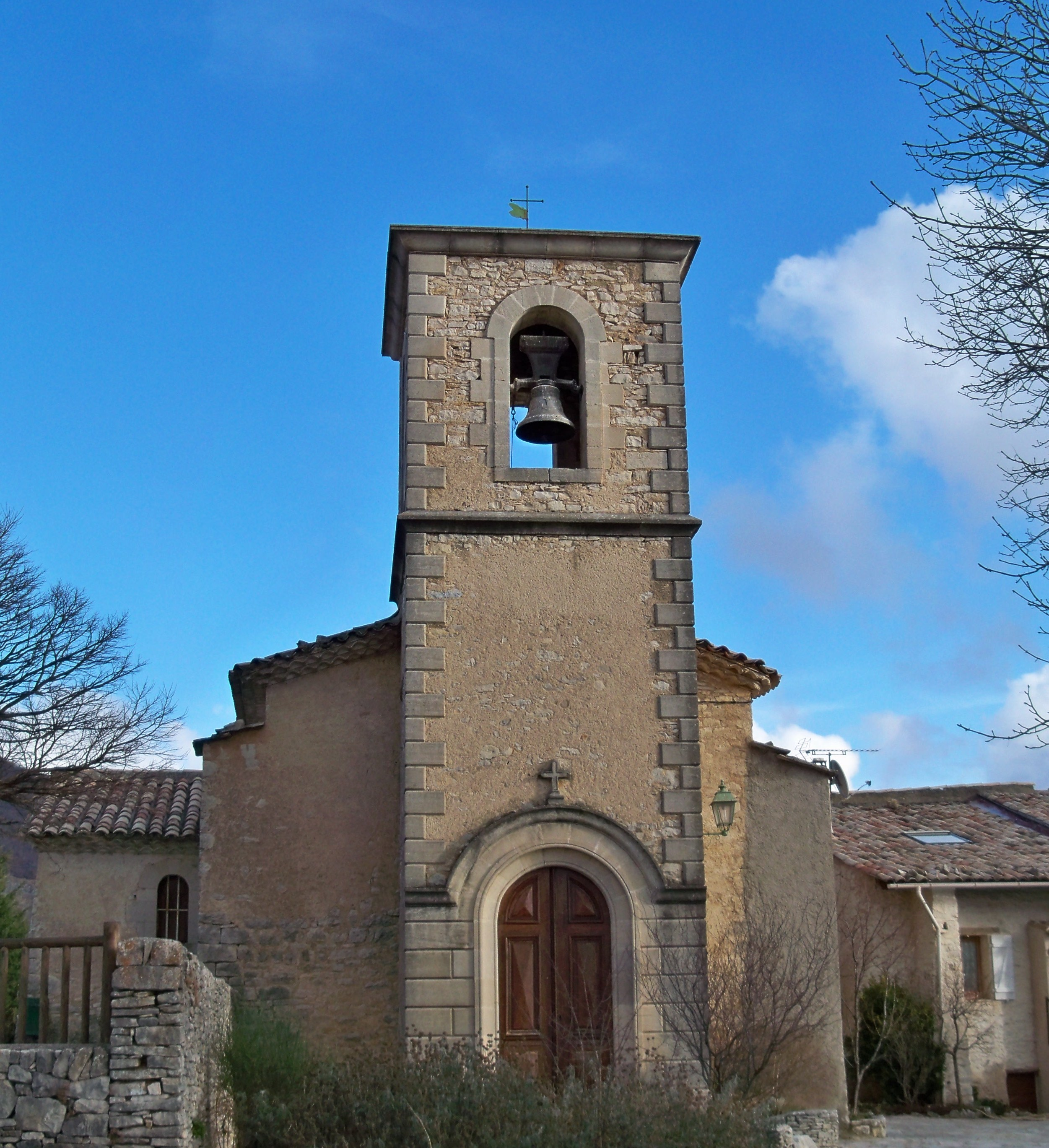
Église Saint-Jean-Baptiste.
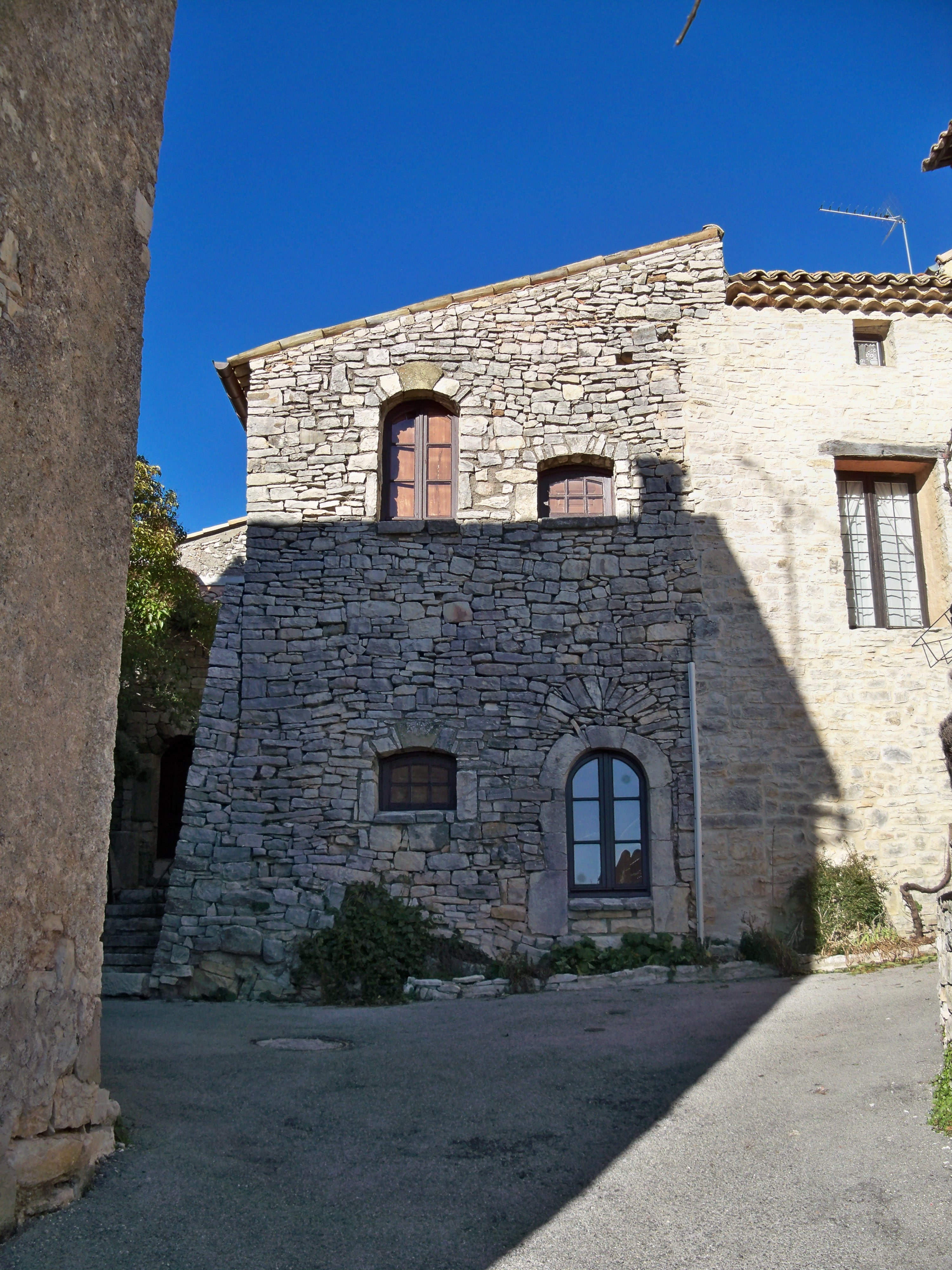
Une des plus anciennes maisons de l'Hospitalet.
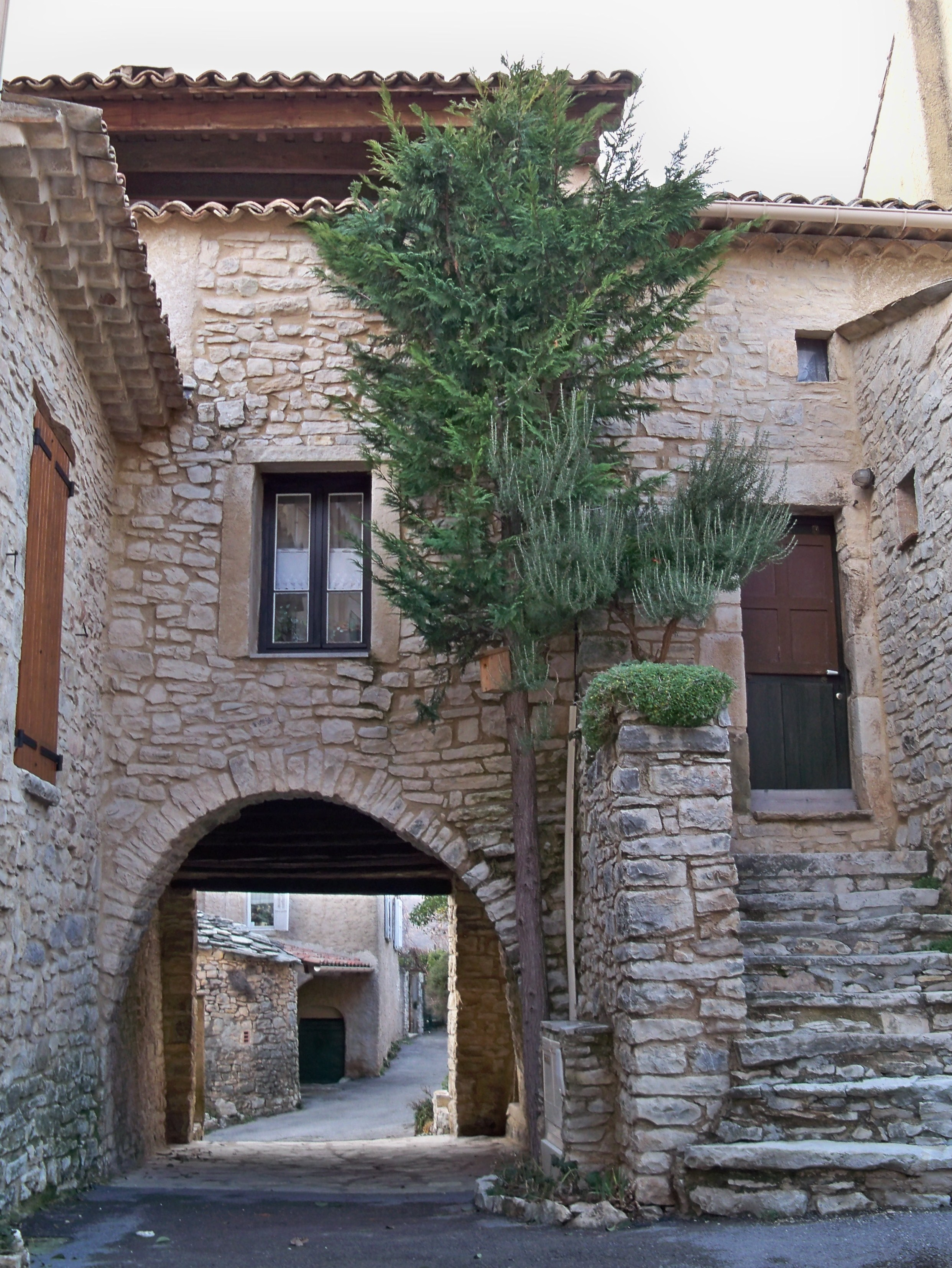
Passage couvert sur rue, dit androune.
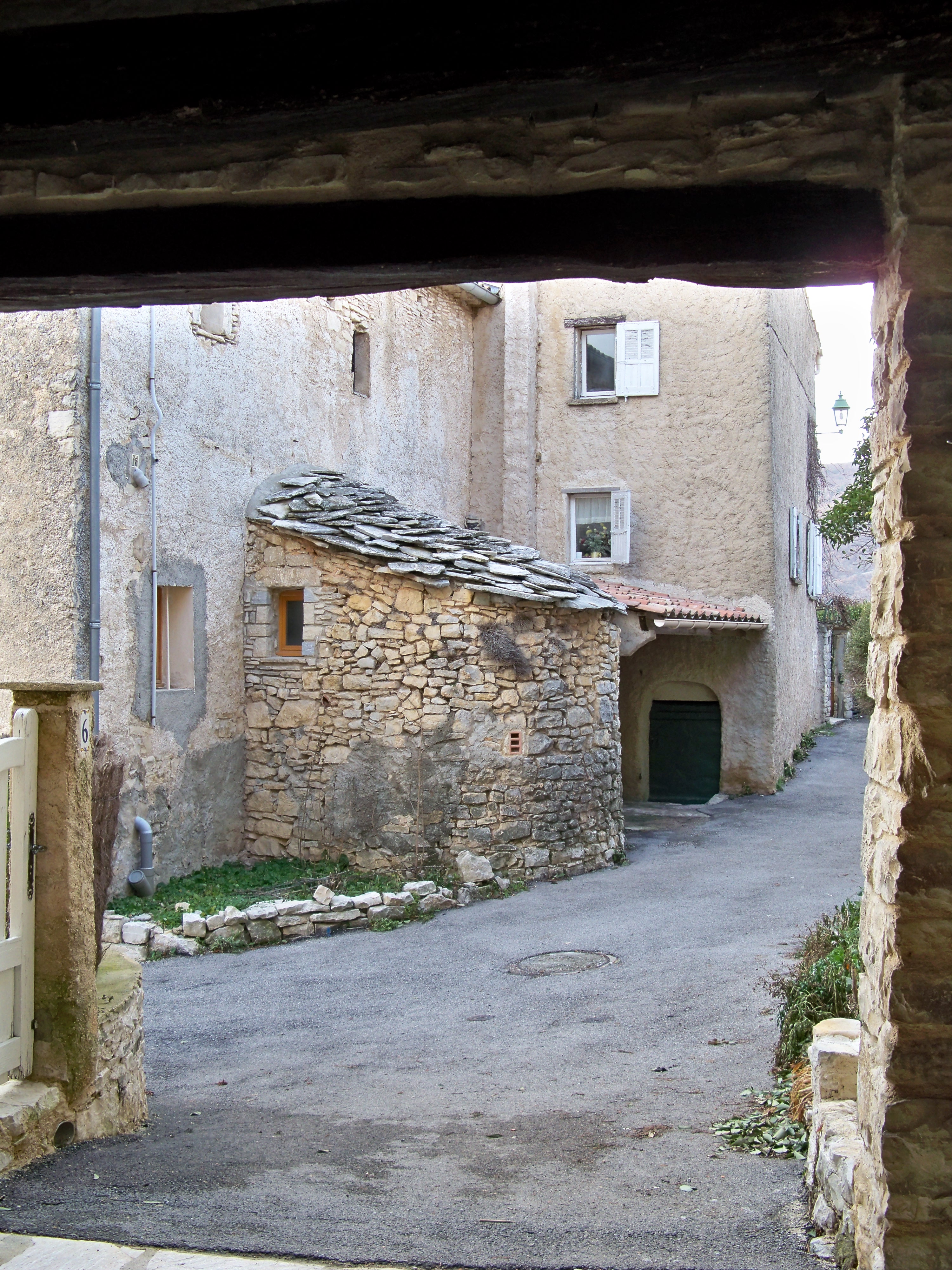
Resserre recouverte de lauzes.

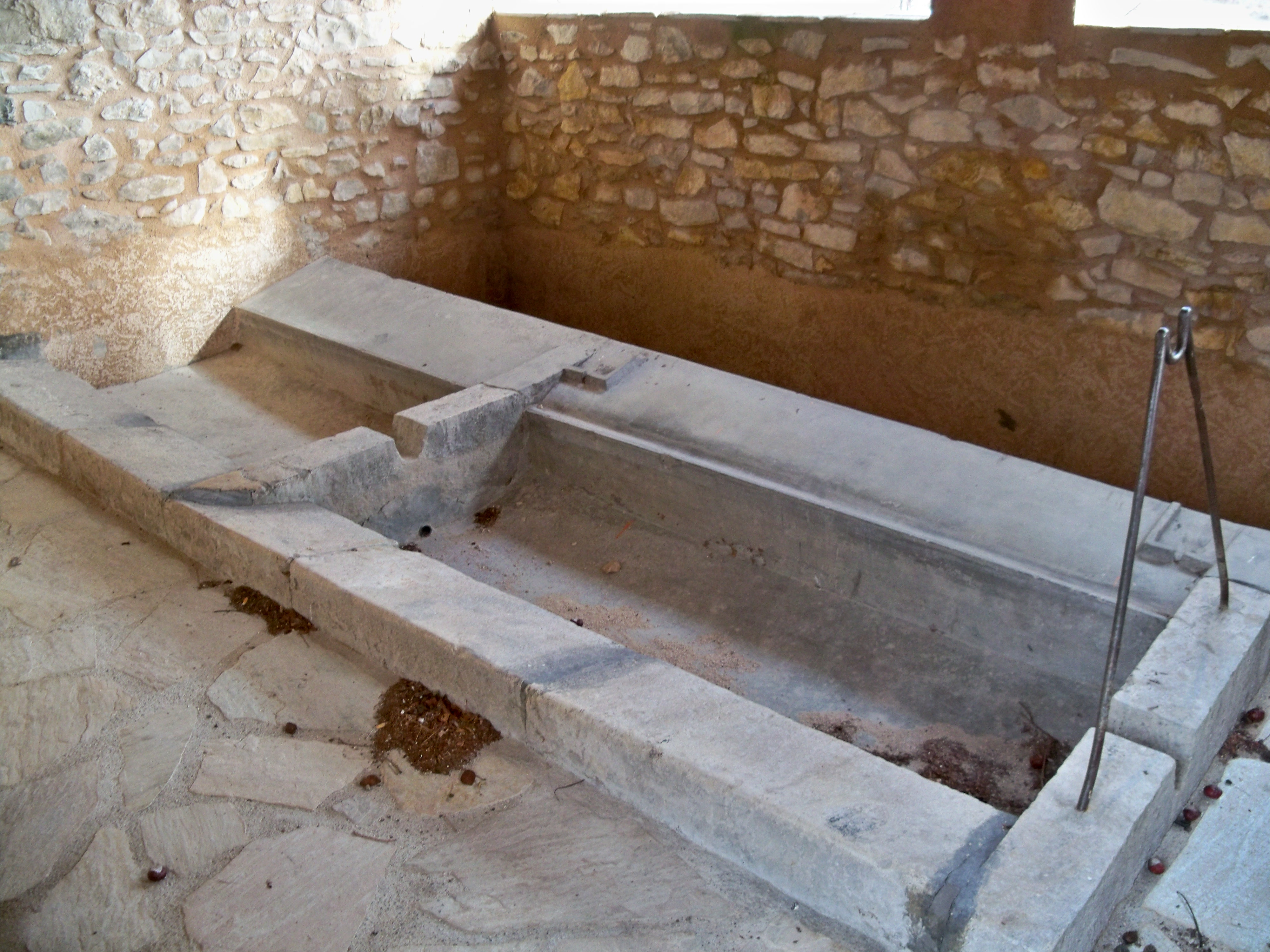
Ancien lavoir.

Dans le village, deux logis du XVIIIe siècle se situent dans la rue du Nène, avec passage couvert sur rue et porte datée de 1629. À côté de la mairie, se trouve une maison ancienne, non datée par Raymond Collier . Une remise en forme d'absidiole est accolée à l'arrière d'une habitation et sa couverture est faite en lauzes. Au bas du village, existe toujours le lavoir. Sa construction date du XIXe siècle mais son alimentation en eau est tarie.

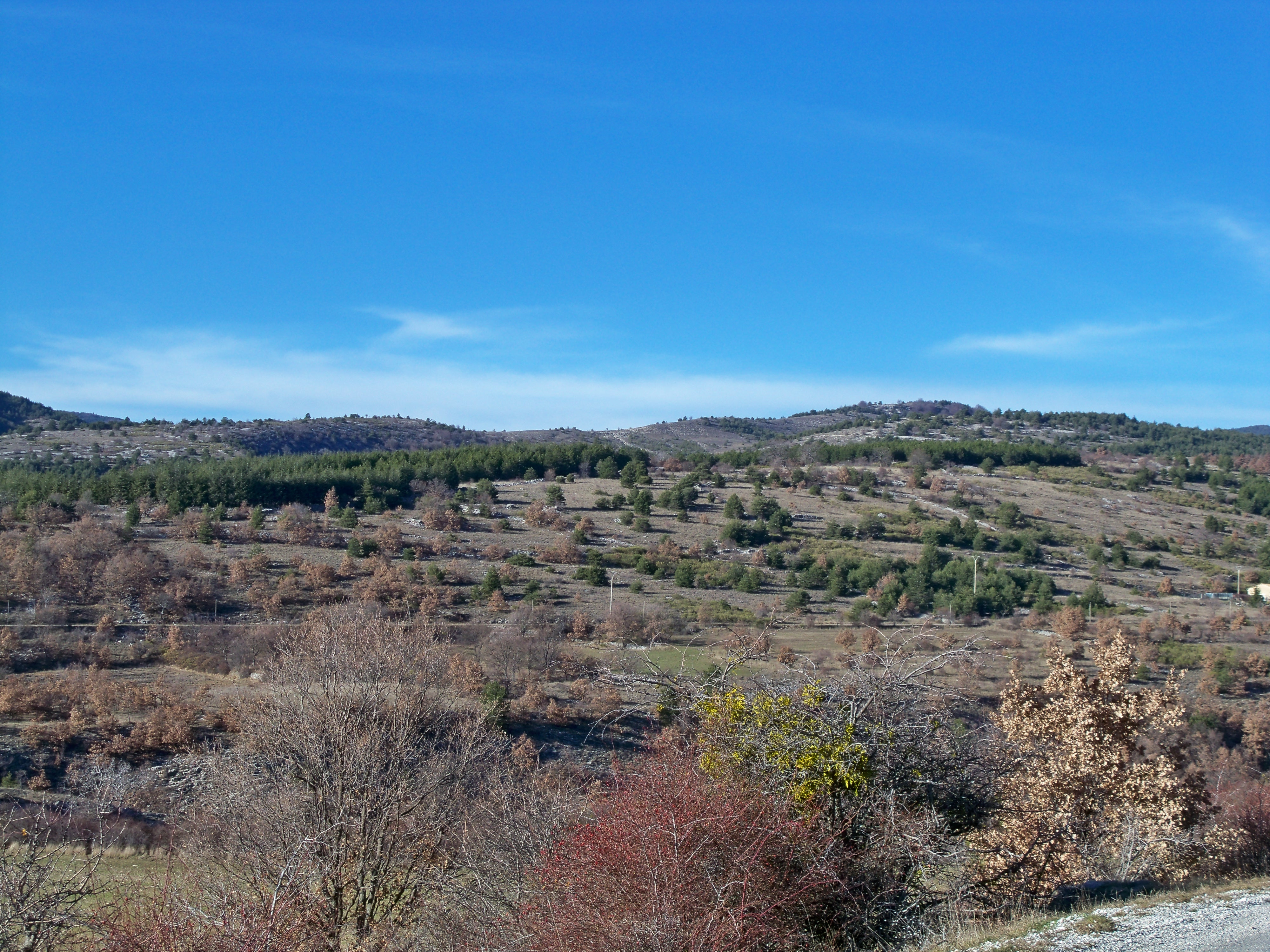
Restanques et alpages recolonisés par la forêt.

### Habitat traditionnel
Les différentes formes d’habitat traditionnel provençal sont représentées dans la commune : maisons en hauteur au village, où hommes et bêtes vivaient sous le même toit, mais aussi des maisons isolées dans les collines. Au XIXe siècle se sont ajoutées hors du village des maisons à terre. Toutes ces constructions sont pensées pour les besoins agricoles : terrasse pour sécher les fruits, grenier pour serrer le foin et le grain.

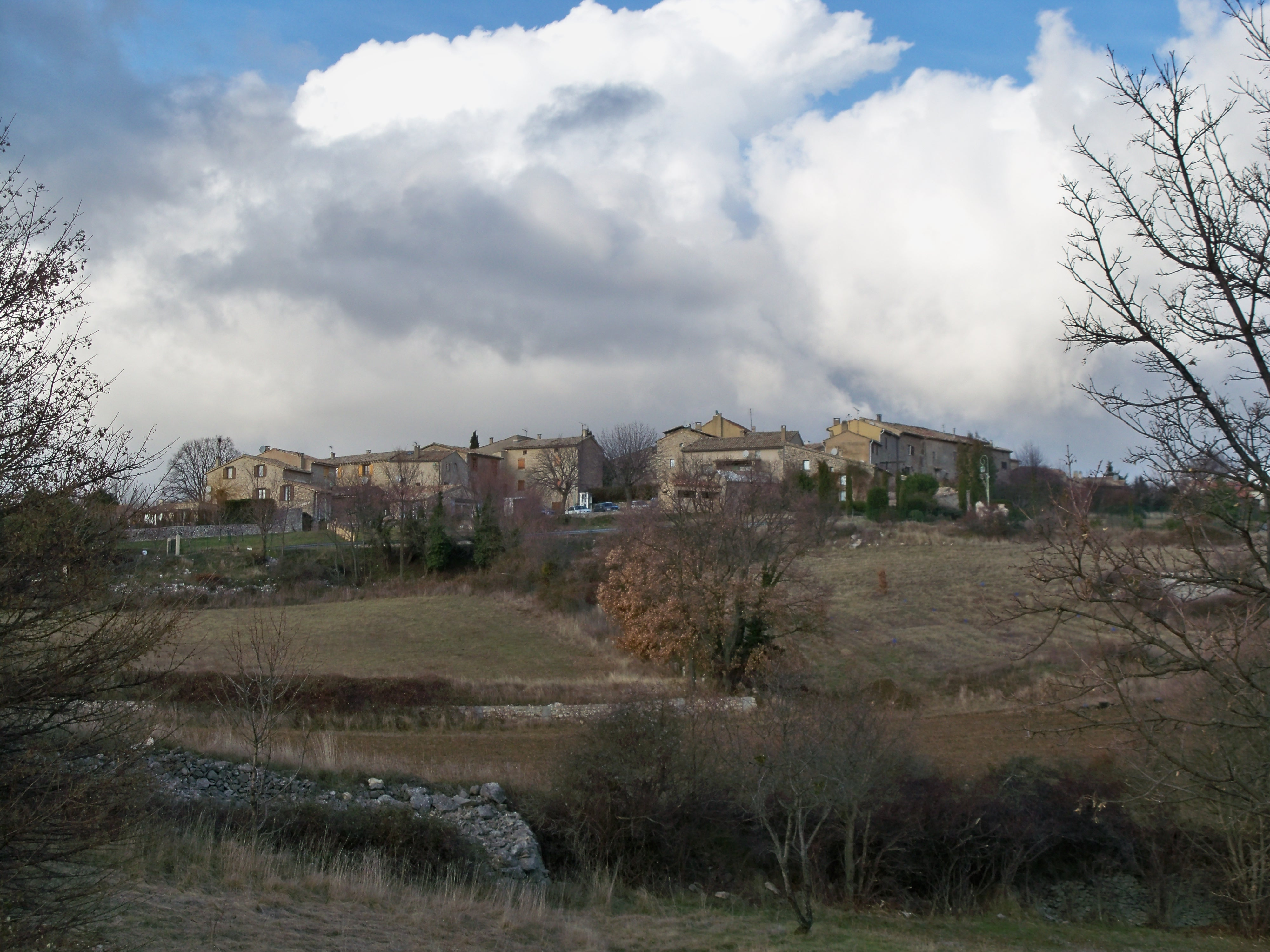
Front des façades des maisons formant fortification.
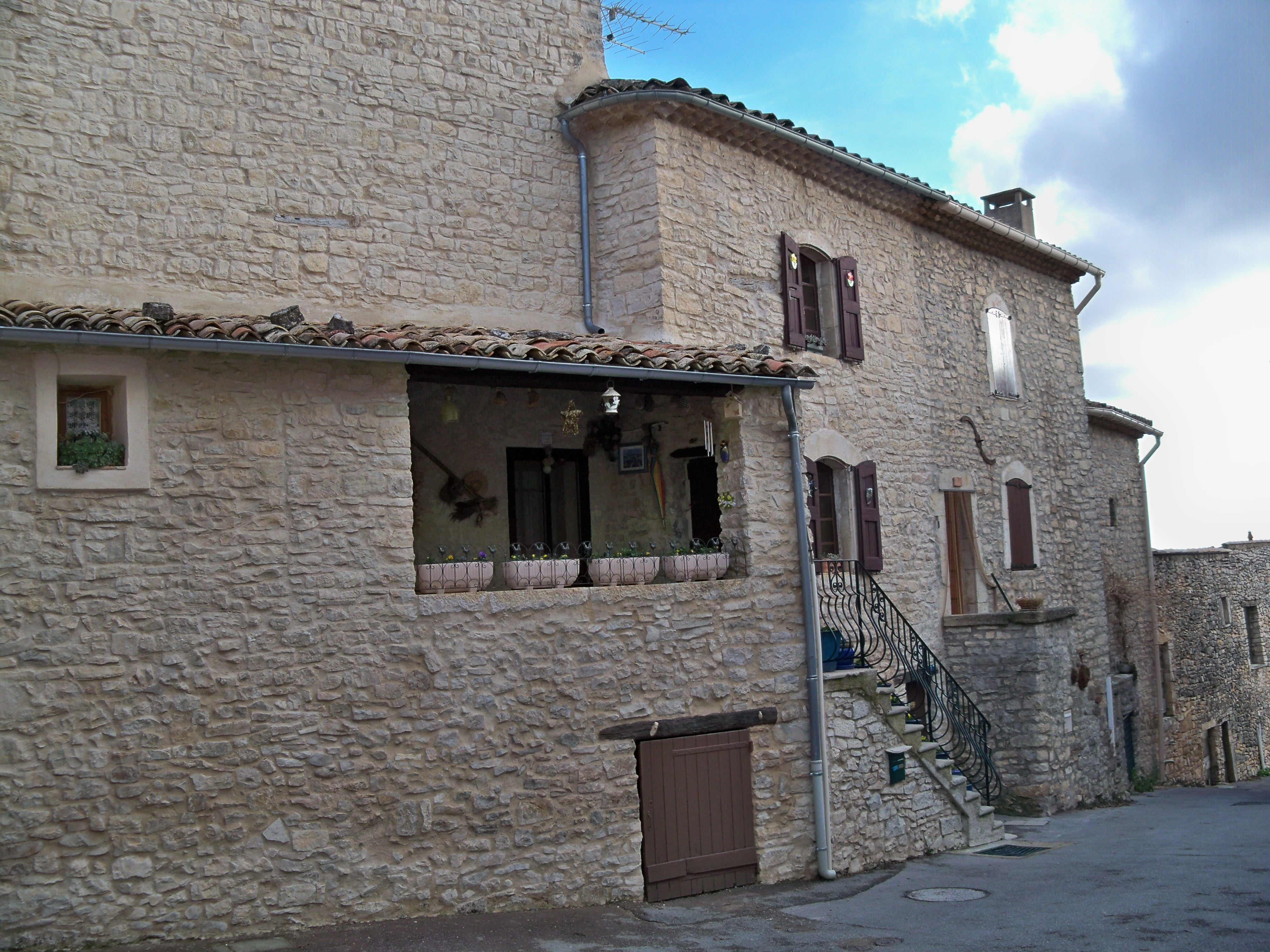
Maison du XVIIIe siècle.
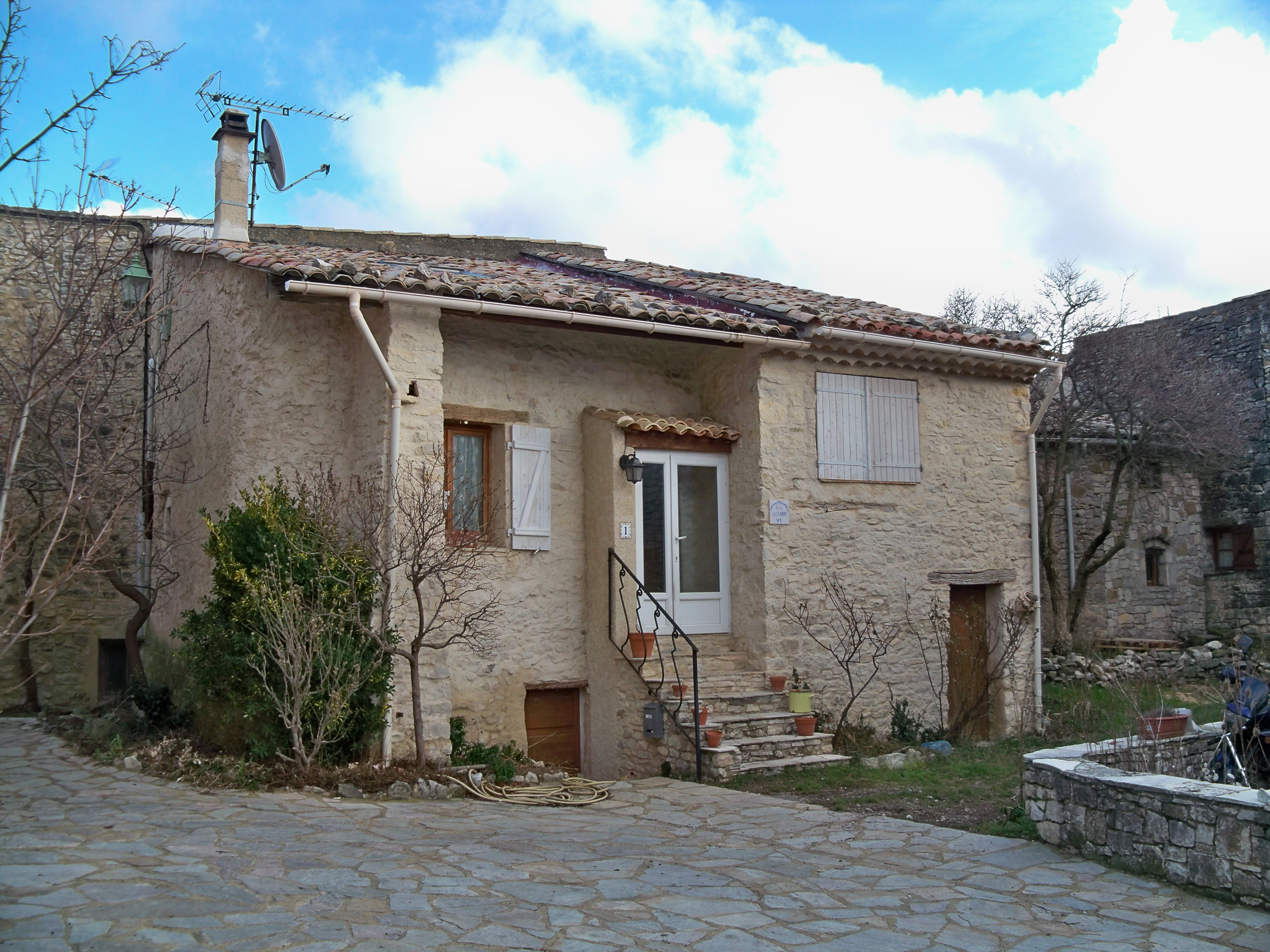
Maison moderne à l'architecture traditionnelle.
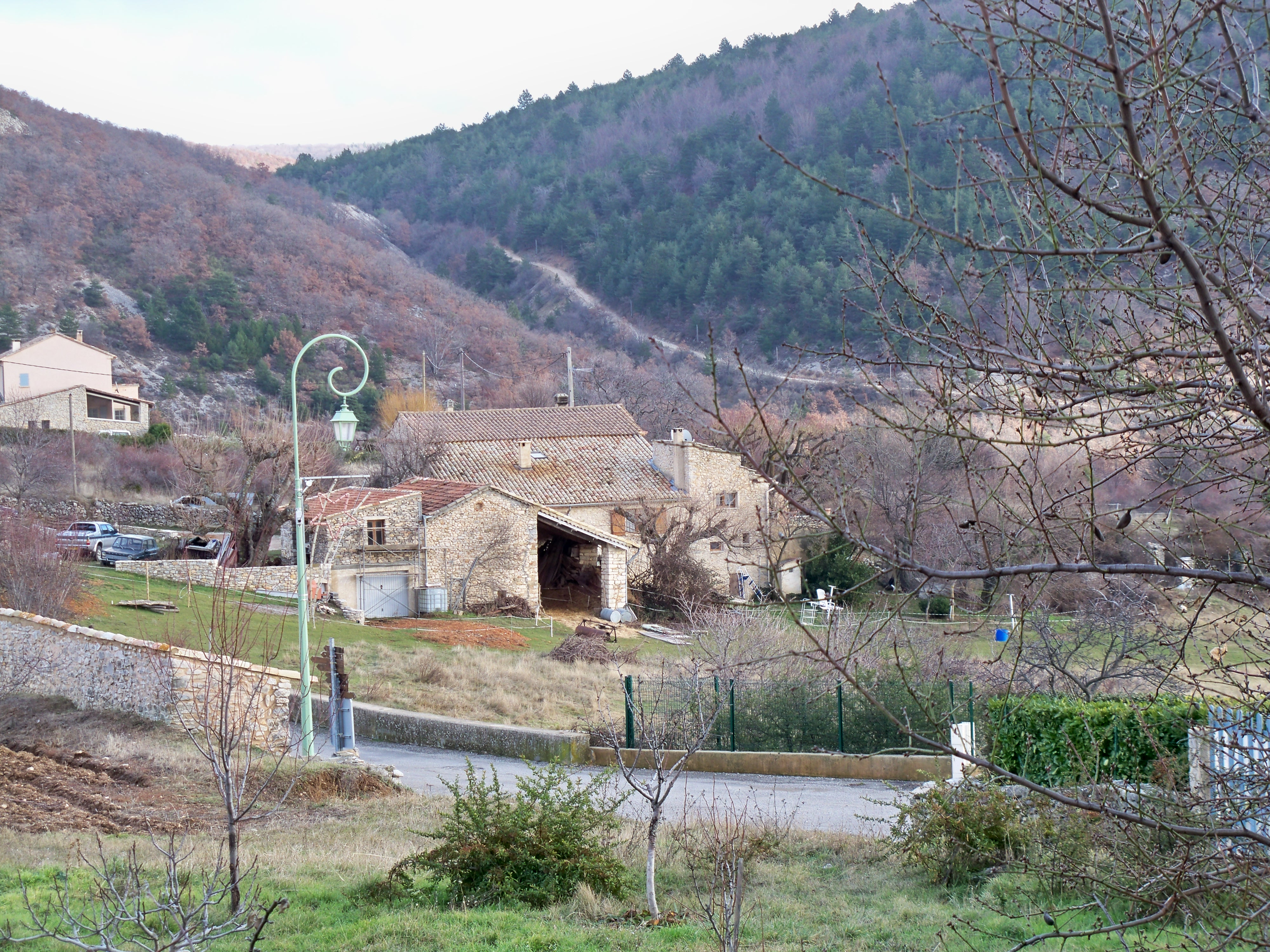
Grande exploitation agricole à l'entrée du village.
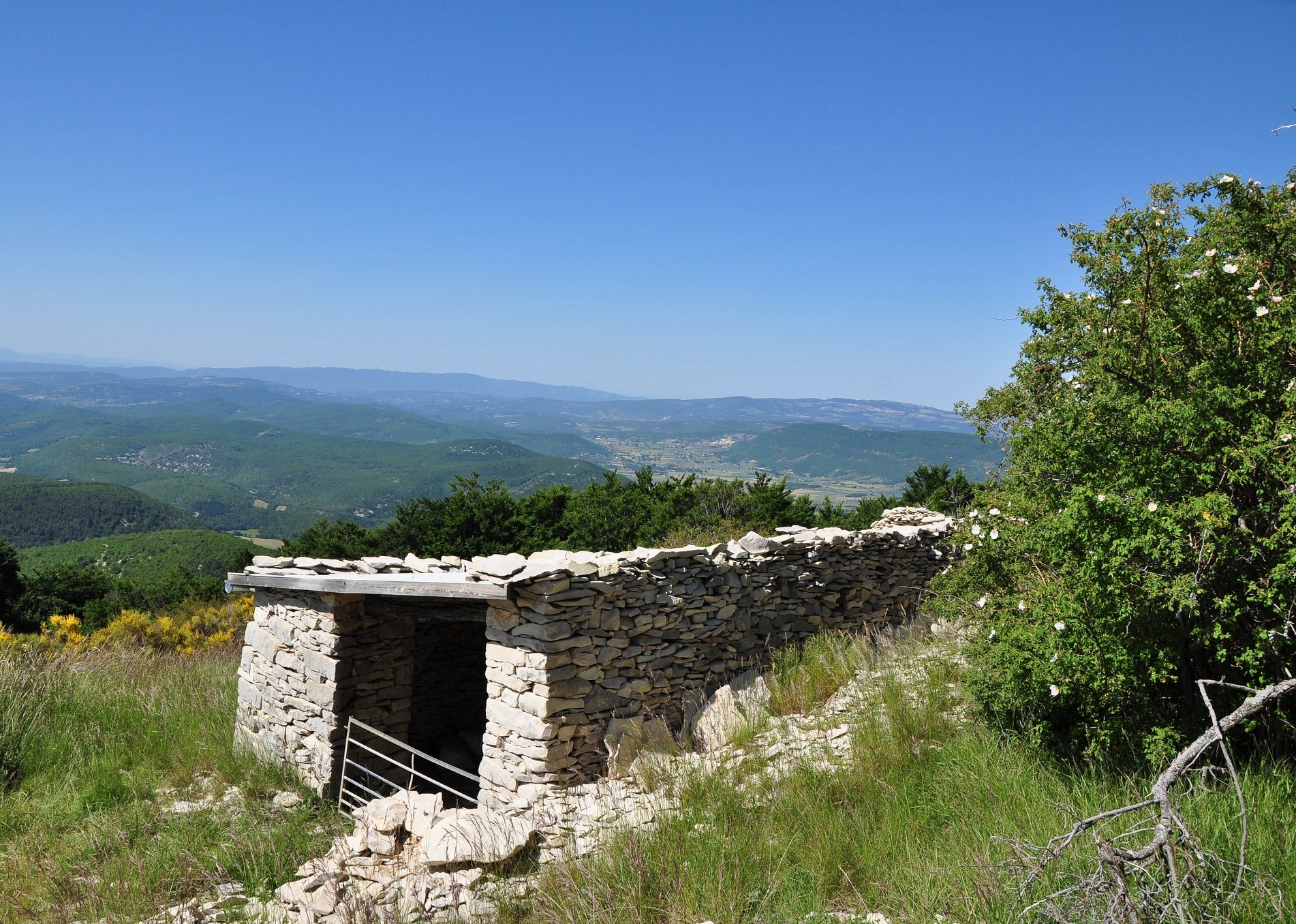
Bergerie de L'Hospitalet.
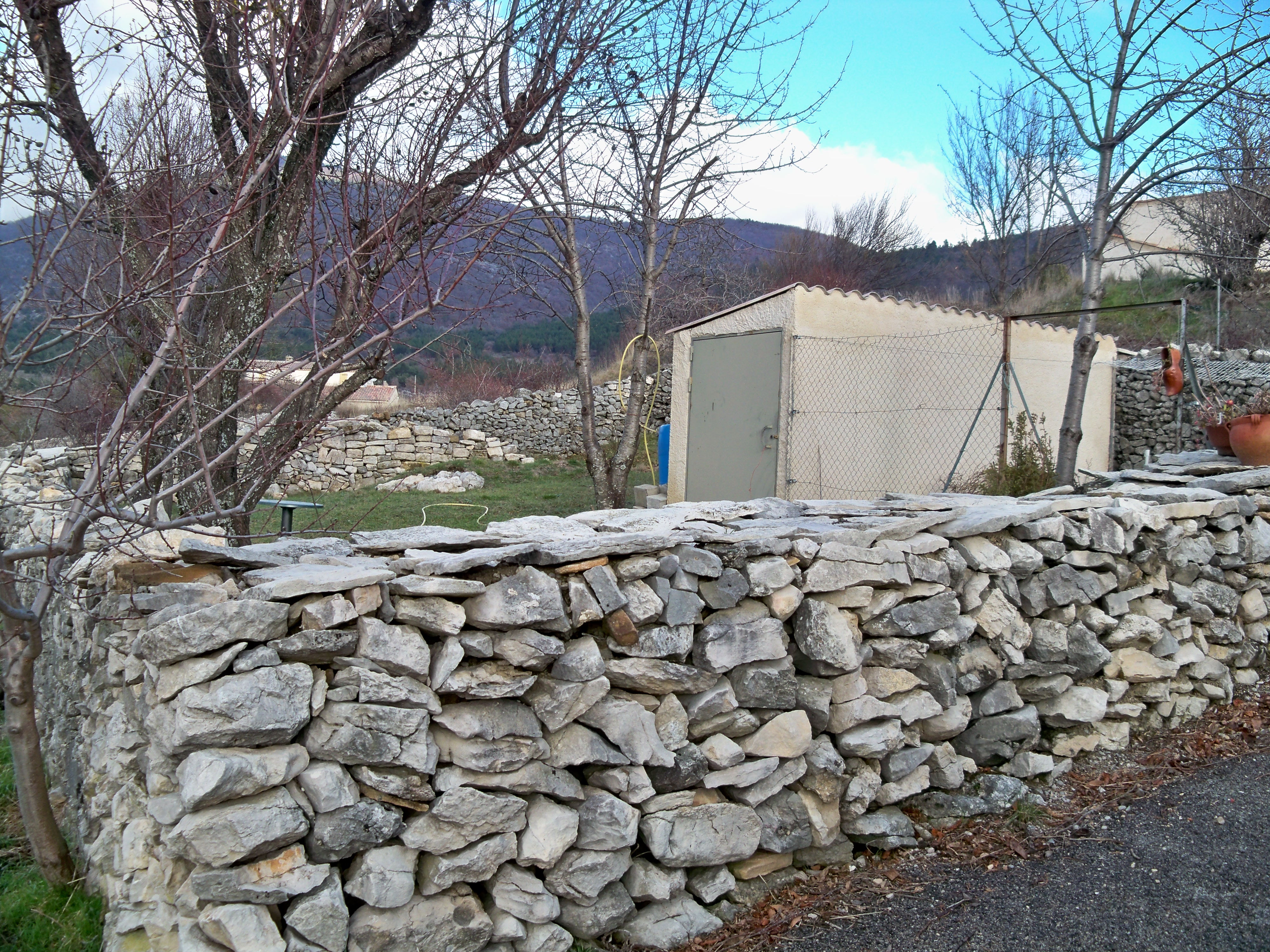
Cabanon de jardin.
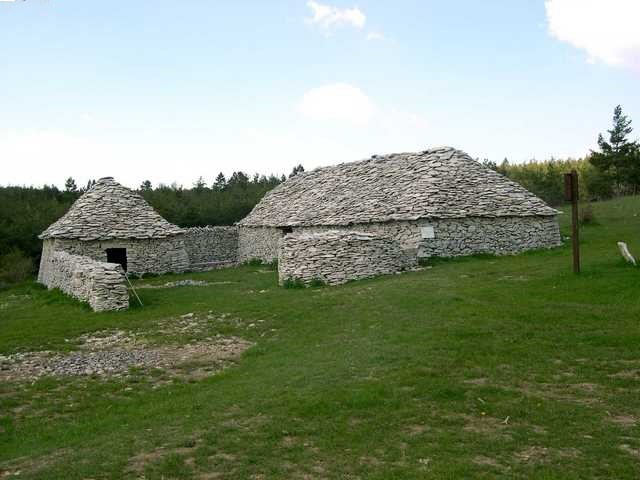
Bergerie en pierre sèche.

Les pigeonniers de particuliers sont souvent construits au XIXe siècle, et se signalent par des plaques vernissées en façade, protégeant les oiseaux des rongeurs. L'approvisionnement en eau des différentes constructions était très souvent complété par une citerne qui recueillait les eaux de pluie de la toiture.
Les cabanons fournissent un habitat aménagé près de champs ou de vignes éloignées.

## Équipements et services

### Enseignement
La scolarisation se fait dans les écoles primaires et le collège de Banon.

### Sports
Site de vol libre au Sambuquet (Saim Buguet) avec deltaplane et parapente.

## Vie locale

### Spectacles
Tous les étés, une soirée de concert lyrique se déroule dans la nef de l'église Saint-Jean. Et « tard cette nuit-là, un buffet réunit artistes et public, tandis que par la porte ouverte sur la nuit pénètre le parfum bleu des lavandes ».
Le village possède un écomusée consacré aux plantes, fossiles, outils anciens et produits de la Montagne de Lure.

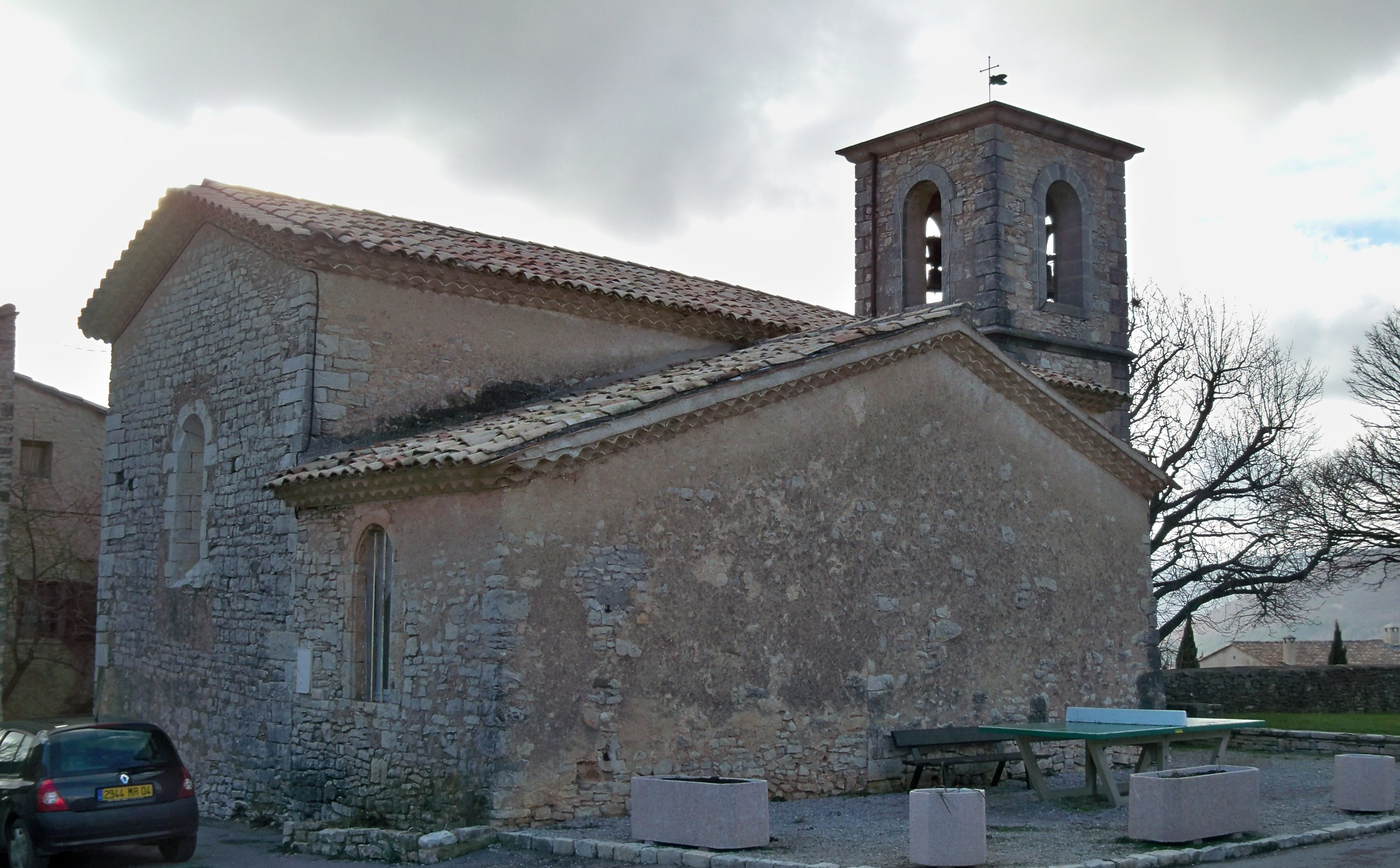
Église Saint-Jean-Baptiste.

### Cultes
La commune fait partie du secteur paroissial Montagne de Lure. Le culte est célébré alternativement dans chacune des églises du secteur.